# پیتر بروگل مهتر
پیتر بروگل (۱۵۶۹–۱۵۲۵) نقاش هلندی دوران رنسانس است که به جهت نقاشی کردن از مناظر طبیعی و زندگی روستایی شهرت دارد. از آن جایی که اکثر اعضای خانواده بروگل نقاشان شهیری شدند، برای متمایز کردن پیتر پدر از پیتر پسر، به او لقب بروگل روستایی داده‌اند.

## زندگی
شواهدی موجود است که او در بردا متولد شده و پسر یک روستایی بوده که در دهکدهٔ بروگل می‌زیسته‌است. بروگل پس از آن که در اوان زندگی توانایی و استعداد اعجاب آمیزش را در نقاشی نشان داد. به شاگردی پیتر کوئکه فان الست (Pieter Coecke van Aelst) درآمد و سپس با دختر او مایکن ازدواج کرد. او مدتی را در فرانسه و ایتالیا گذراند و سپس به آنتورپ رفت و در آن‌جا به سال ۱۵۵۱ به عنوان استاد به عضویت انجمن نقاشان درآمد. بروگل خیلی زود بار سفر بست و راهی ایتالیا شد سپس به آنتورپ بازگشت اما ده سال پایانی زندگی را به‌طور مداوم در بروکسل به سر برد. او در هنگام مرگ دو فرزند داشت: پیتر بروگل پسر و یان بروگل ارشد که هر دو نقاشان بزرگ و تحسین‌برانگیزی از آب درآمدند. از آن‌جایی که فرزندان بروگل در زمان مرگش بسیار کم سن و سال بودند به نظر می‌رسد که آموزششان بیش‌تر بر عهدهٔ مادرشان که خود نیز یک نقاش بود صورت گرفته باشد.
هنر بروگل آخرین مرحله در پیشرفت نقاشی سنتی هلند است که با یان ون ایک در قرن ۱۵ آغاز شد. این سنت انتزاع هنر قرون وسطا را به یک دید تجربی از واقعیت تغییر داد. بروگل به صراحت تأثیر هنرمندان ایتالیایی رنسانس و تعابیر کلاسیکشان را که بر آثار اکثر نقاشان هم‌دوره‌اش غالب است رد کرد. به جای موضوعات اساطیری، بدن‌های عریان و صحنه‌های شاعرانه، هنر بروگل صحنه‌هایی از طبیعت را به تصویر می‌کشد که خارج از قواعد واقع‌نمایی در عصر بروگل می‌نماید. برخلاف بسیاری از نقاشان، پیتر بروگل به دلیل عدم تمایل به ستایش خودش به ندرت نقشی از خود تصویر کرده‌است و این کار را برای شناسایی چهرهٔ هنرمند مشکل می‌کند. هر چند که به‌طور کاملاً اتفاقی ممکن است تصویر مردی عادی در گوشهٔ تابلوهای او ببینید که به نظر می‌رسد خود نقاش باشد. از جمله در تابلوی نقاش و مشتری که به شکل واضح‌تری به نقاش پرداخته شده‌است.
به خاطر تصویر کشیدن ظریف و دقیق زندگی روستایی به او لقب بروگل روستایی را داده‌اند. بروگل در ۹ سپتامبر ۱۵۶۹ در بروکسل درگذشت و در کلیسای کاپلکرک دفن شد.

## پس‌زمینهٔ تاریخی

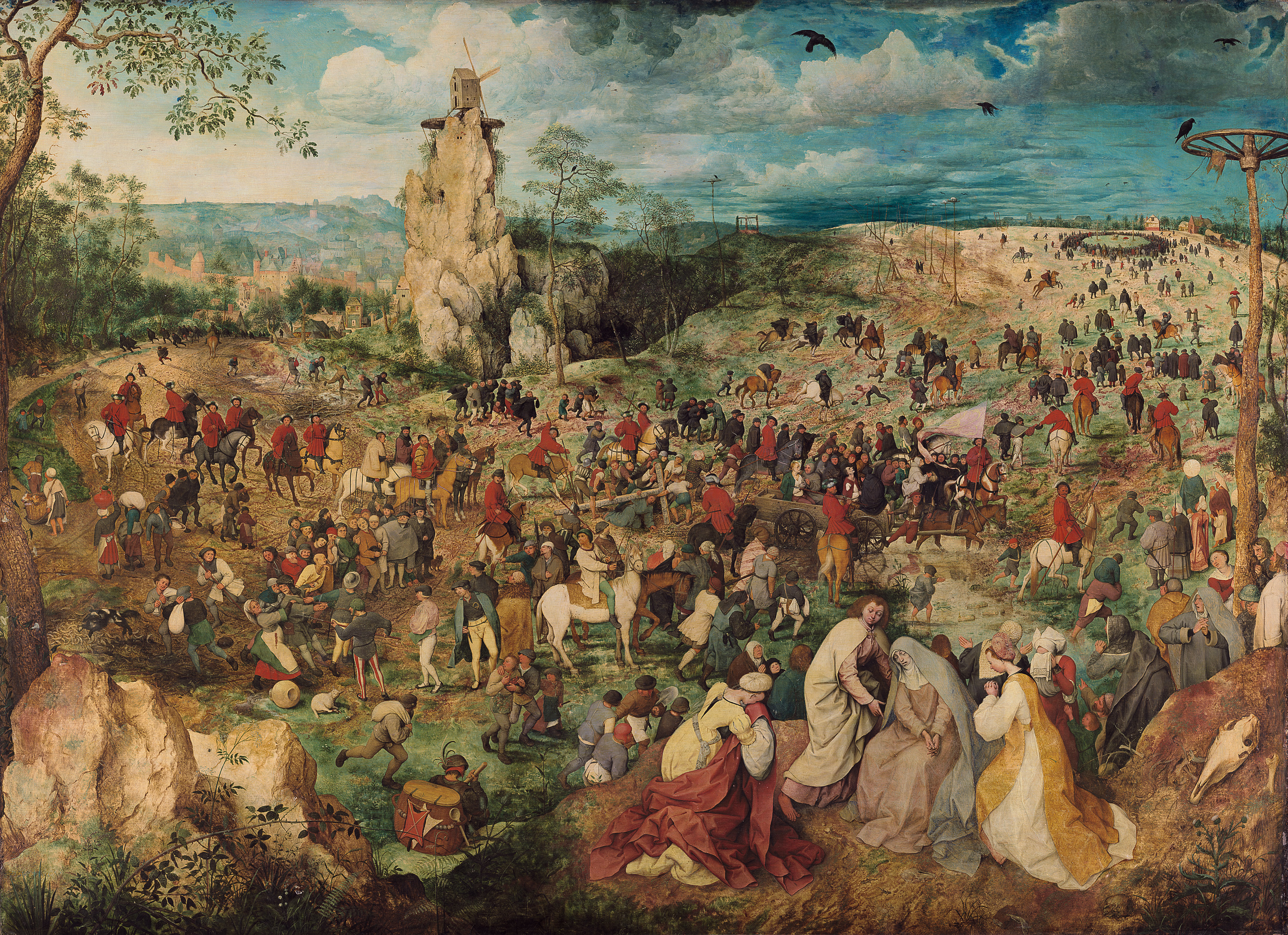
«مسیر گلگوتا» 1564. چوب، روغن. 124 × 170 سانتی‌متر موزه Kunsthistorisches، وین (اتریش)

بروگل در دوره‌ای متولد شد که اروپای غربی شاهد تغییرات بزرگی بود. آرمان‌های انسان‌گرایانهٔ قرن گذشته، هنرمندان و اندیشمندان اروپایی را تحت تأثیر قرار داده بود. ایتالیا در نهایت مقاومت فرهنگی و هنری در برابر این تغییرات قرار داشت، در حالی که هنرمندانی چون میکل آنژ و داوینچی شاهکارهایشان را خلق می‌کردند. در ۱۵۱۷، حدود ۸ سال پیش از تولد بروگل، مارتین لوتر، اعلامیهٔ ۹۵ ماده‌ای‌اش را نوشت و در آلمان همسایه، اصلاحات پروتستانی را آغازید. کلیسای کاتولیک بیش‌تر از شیوهٔ زندگی و هنر اروپایی به شکل روزافزونی به او تازید. شاید مهم‌ترین چیز برای هنرمندان، در ۱۵۴۵ آنچه را که کلیسای کاتولیک برای هنر شایسته می‌دانست تعیین کرد. در این زمان، هلند به ۱۷ استان تقسیم شده بود؛ که برخی از آنان می‌خواستند از کلیسای کاتولیک که استان‌ها را از سنگرش در اسپانیا کنترل می‌کرد، جدا شوند. هلند در شرق تحت تأثیر آلمان متجدد لوتری و در غرب تحت تأثیر انگلیس متجدد آنجلیکی قرار داشت، به عنوان یک مدرک از ظهور پروتستانیسم. از هنگامی که پادشاهان هابسبورگ اسپانیا اجرا کنندگان کلیسای کاتولیک و اصلاحات (احیا) کاتولیکی در اروپای غربی بودند، پروتستانیسم در هلند به شدت به نقد کشیده شد. پادشاه اسپانیا، چارلز پنجم، امپراتور رومن مقدس فرمان خون را در ۱۵۵۰ تصویب کرد. طبق این فرمان حکم کفر از کلیسای کاتولیک مرگ بود، گرچه چارلز این حکم را اجرا نکرد اما پسرش فیلیپ دوم که عملکردهایش منبع یک آشوب بزرگ در هلند شد در طول دههٔ ۱۵۶۰، فرمان خون را اجرا کرد. با وجود تهدید مرگ، کالوینیسم به شکل روزافزونی در هلند عمومی شد. توطئهٔ قتل فیلیپ در برابر یک شاهزادهٔ هلندی، ویلیام سکوت، سربازهای همیشه حاضر اسپانیایی هدایت شده به وسیلهٔ فرناندو آلوارز دو تولدوی منفور، سومین دوک آلابا، و بلواهای کالوینیست هلند را به مرز شورش کشاند. این فضایی بود که بروگل به اوج فعالیت‌اش به عنوان یک نقاش رسیده بود. دو سال پیش از مرگ بروگل، جنگ هشت ساله بین هلند (به رهبری ویلیامِ ساکت) و اسپانیا آغاز شد. گرچه بروگل زنده نبود که ببیند، در پایان جنگ، هفتمین استان هلند پروتستان شد در حالی که ده استان باقی‌مانده زیر کنترل کلیسای کاتولیک باقی‌ماندند.

## مضمون آثار

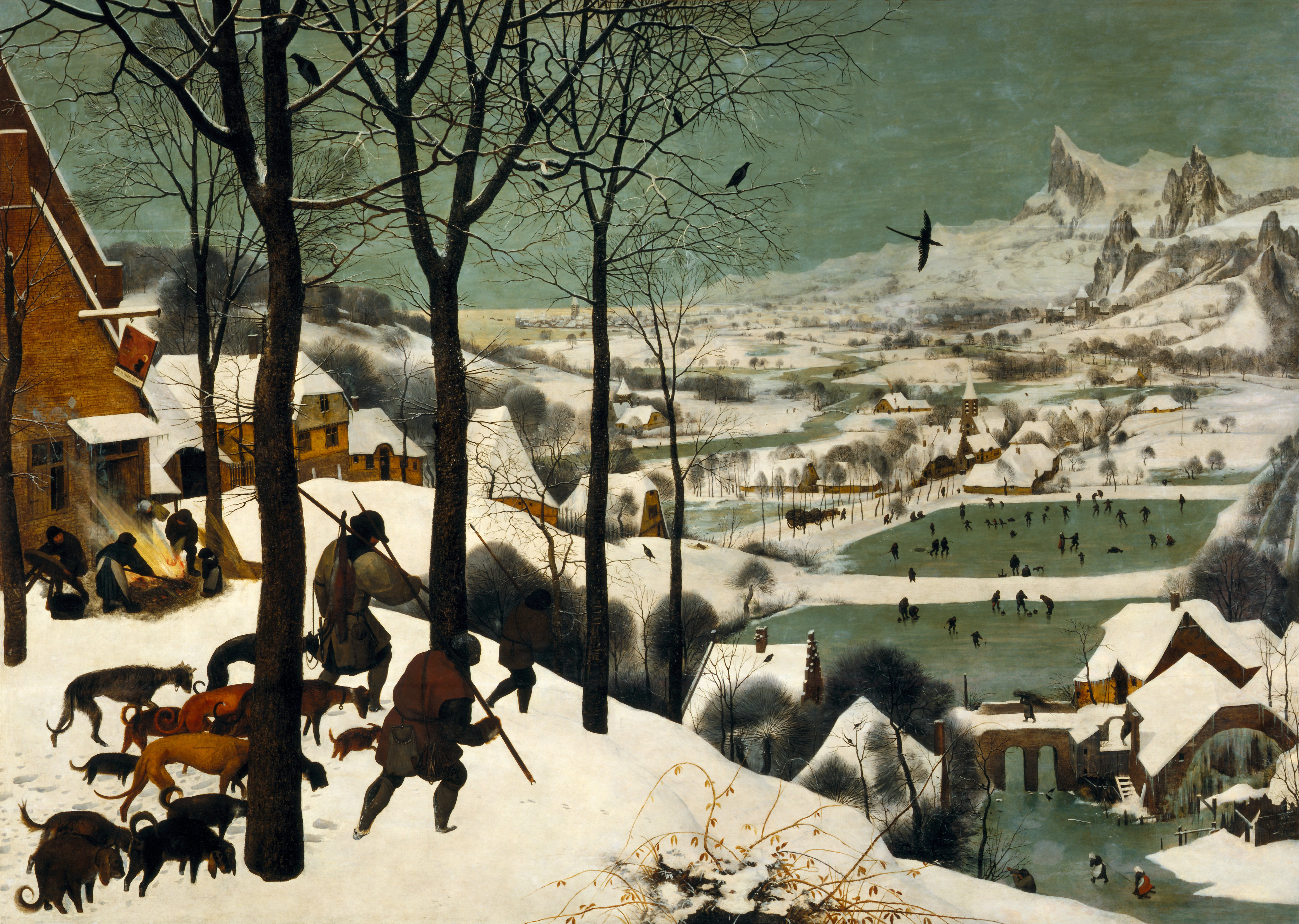
شکارچیان در برف، ۱۵۶۵، رنگ روغن روی چوب

سبک بروگل اغلب با نقاشی دورنمایی از روستائیان شناخته می‌شود اما او کارهای مذهبی هم نقاشی کرده‌است. در زمان بروگل، موضوع قرار دادن زندگی و آداب روستائیان در نقاشی عمل مرسومی نبود، و او پیش‌روی این نوع نقاشی در هلند بود. تصاویر دنیوی، غیر احساساتی در عین حال شفاف او از راه و روش زندگی روستایی - شامل کشاورزی، شکار، غذا خوردن، جشن‌ها، رقص‌ها و بازی‌ها - پنجره‌های بی‌همتایی هستند به فرهنگ محلی ناپدید شده و منبعی درجه یک دربارهٔ وجوه فیزیکی و اجتماعی زندگی قرن ۱۶. به عنوان مثال، نقاشی ضرب‌المثل‌های هلندی (Netherlandish Proverbs) ده‌ها کلمات قصار از آن دوره را تصویر می‌کند که برخی‌شان هنوز در زبان هلندی یا فلاندری به کار می‌روند، یا نقاشی بازی کودکان (Children's Games) تنوع تفریحاتی را نشان می‌دهد که افراد کم سن با آن سرگرم بوده‌اند. دورنماهای زمستانی او از سال ۱۵۶۵ (مثلاً شکارچیان در برف (Hunters in the Snow) به عنوان مدارک مستدلی از شدت زمستان‌های عصر یخبندان کوچک پنداشته می‌شوند.
او با استفادهٔ فضایی پرشور و قدرت طنز، برخی از نخستین تصاویر اعتراض حاد اجتماعی در تاریخ هنر را آفرید؛ مثل تابلوهایی چون جنگ بین کارناوال و ماه روزه (The Fight Between Carnival and Lent) که هجوی از اصلاحات پروتستانی‌ست و حکاکی‌هایی مثل الاغ در مدرسه و Strongboxes Battling Piggybanks. ظاهراً او در بستر مرگ از همسرش می‌خواهد تا تندروترین آثارش را بسوزاند تا از خانواده‌اش در برابر آسیب سیاسی ناشی از تضاد بین کلیسای کاتولیک و اصلاحات پروتستانی محافظت کند.

## نقاشی‌های بروگل

### گناه‌ها و پرهیزگاری‌ها
در اواخر دههٔ ۱۵۵۰، بروگل برای ناشری برجسته در شهر آنتورپ به نام هیرونیموس کوک، حکاکی‌هایی را طراحی کرد. او در این آثار با مجموعه‌ای از تمثال‌ها به نام‌های هفت گناه مرگبار و پرهیزگاری‌ها به موفقیتی بزرگی دست یافت. تأثیر هیرونیموس بوش در این حکاکی‌ها به وضوح مشهود است؛ گناه‌کاران عجیب و غریب و غیرقابل شناسایی هستند و تمثال پرهیزگاران اغلب روسری‌های غریبی به سر دارند.

### نقاشی روستائیان

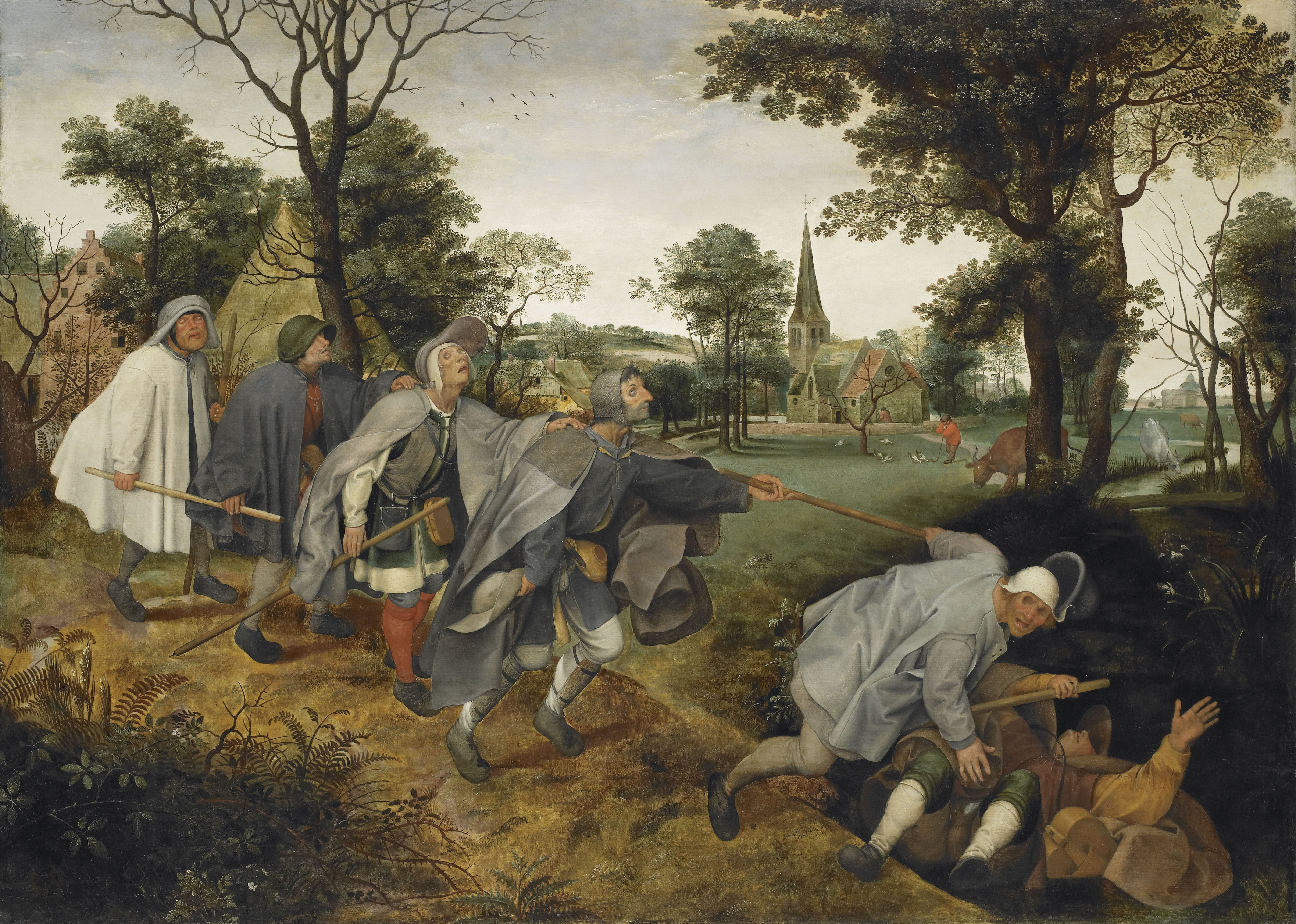
کوری عصاکش کور دگر، ۱۵۶۸

در ۱۵۵۸ تعداد نقاشی‌های بروگل از طراحی‌ها و حکاکی‌هایش پیشی گرفت. او ابتدائاً صحنه‌های مذهبی را در صحنه‌های فلاندری نقاشی می‌کرد، مثل تغییر پولس رسول (Conversion of Paul the Apostle) و خطبهٔ سن جان باپتیست (The Sermon of St. John the Baptist). در دههٔ ۱۵۶۰، بروگل با نام مستعار بروگل روستایی شروع به نقاشی از زندگی معمولی دهقانان کرد. بروگل اغلب یک واقعهٔ جمعی را نقاشی می‌کرد، مانند عروسی روستایی (The Peasant Wedding) و جنگ بین کارناوال و ماه روزه. در نقاشی‌هایی چون عروسی روستایی، بروگل آدم‌ها را تکی و قابل شناسایی نقاشی کرد حال این که آدم‌ها در جنگ بین کارناوال و ماه روزه غیرقابل شناسایی و با صورت‌هایی گرد و فربه از حرص و شکم پرستی هستند. گر چه بروگل اغلب صحنه‌های عیاشی و اجتماعات را نقاشی می‌کرد، اما نقاشی‌هایی هم دارد که افلیج‌ها یا ناتوانان را به شکلی واقعی ترسیم کرده‌است. شاید یکی از مشهورترین نقاشی‌های وی کوری عصاکش کور دگر باشد. این تابلو که موضوعی نامعمول دارد، بلکه نقل قولی از انجیل را هم ترسیم می‌کند: «اگر کوری کور دیگری را هدایت کند، هر دو به مغاک خواهند افتاد» (انجیل متی ۱۵–۱۴). با نظر به انجیل در این نقاشی، شش مرد کور نماد کوری نوع بشر در تعقیب اهداف زمینی به جای تمرکز بر روی تعالیم مسیح‌اند.
جامعهٔ فلاندری مخاطبان زیادی را برای نقاشان تأمین می‌کرد. برای نقاشی‌های پر از ضرب‌المثل آنان، چرا که ضرب‌المثل‌ها شناخته شده بودند و مثل سرگرمی‌های دیگر با مردم سنخیت داشتند. یکی از مشهورترین نقاشی‌های بروگل ضرب‌المثل‌های هلندیست که در سال ۱۵۵۹ کشیده شده‌است. اکثریت نقاشی‌های بروگل نمایشگر فعالیت‌های متفاوتی از مردم هستند که در یک لحظه اتفاق افتاده‌اند، اما این نقاشی، با تصویر کشیدن حدود ۸۰ ضرب‌المثل شاید پرفعالیت‌ترینِ آن‌ها باشد. ضمن آن که این اثر را باید یکی از نمادین‌ترین نقاشی‌های او دانست.

### ماه‌های سالِ بروگل

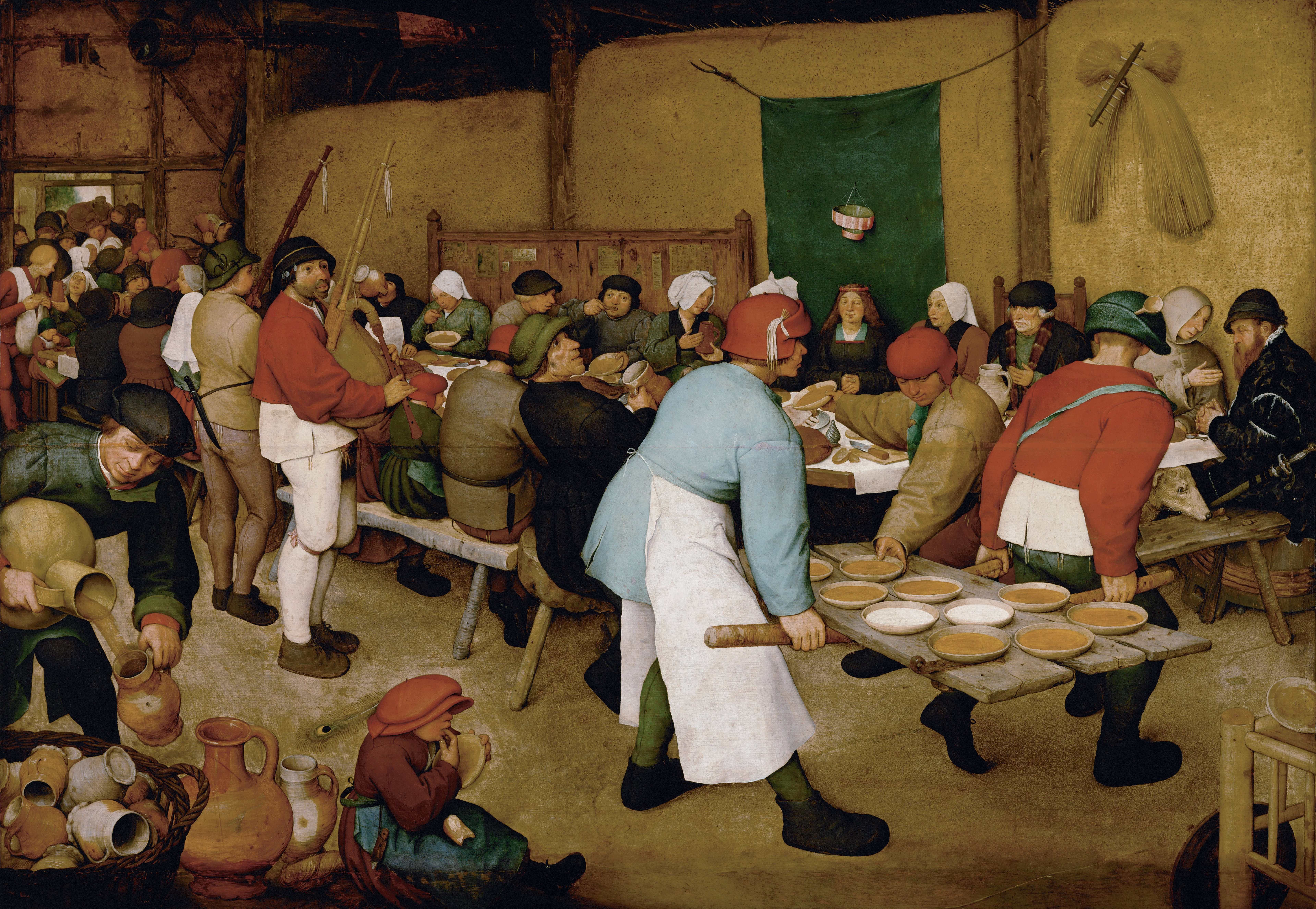
عروسی روستایی، ۱۵۶۷

نقاشی از ضرب‌المثل‌ها تنها موضوعات نقاشی بروگل نبودند. در ۱۵۶۵ یک مشتری ثروتمند در آنتورپ به نام نیکلاس جانخلینک، نقاشی از ماه‌های سال را به او سفارش داد. امروزه، فقط پنج نقاشی از این مجموعه باقی‌مانده‌است. کتاب‌های سنتی گاه‌شماری فلاندری، صفحات تقویمی داشتند که شامل تصاویری بودند از این که در هر ماه زندگی اجتماعی، آب و هوا و مناظر به چه شکلی هستند. نقاشی‌های بروگل در ابعادی بزرگ‌تر از نقاشی‌های یک چنین تقویمی بودند: هر کدامشان حدود ۹۰ در ۱۵۰ سانتی‌متر بودند. برای بروگل این یک مأموریت بزرگ و مهم بود زیرا اندازهٔ مأموریت مبتنی بر میزان بزرگی نقاشی بود. در ۱۵۶۵ شورش‌های کالوینیستی آغاز شدند و این فقط دو سال قبل از پایان جنگ هشت ساله بود. بروگل با چنین سفارشی که به امور دنیوی می‌پرداخته، احتمالاً احساس امنیت بیش‌تری کرده‌است چون با کارش هیچ کالوینیست یا کاتولیکی را نمی‌رنجانده‌است. برخی از مشهورترین نقاشی‌های این مجموعه شکارچیان در برف (مربوط به ماه‌های دسامبر و ژانویه) و دروگران (مربوط به ماه آگوست) اند.

## فرزندان بروگل
پیتر بروگل دو پسر داشت به نام‌های پیتر بروگل پسر و یان بروگل ارشد که هر دوشان فامیل‌شان را از Bruegel به Brueghel تغییر دادند. مادربزرگ آن‌ها، میکن فرهولست، پسران را بزرگ کرد. برادر بزرگ‌تر، پیتر بروگل، از بین آن دو نقاش رده پایین‌تری بود. او سبک پدرش را کپی کرد اما استعداد چندانی در این کار از خود نشان نداد. یان موفق‌تر بود؛ او سبکش را به باروک تغییر داد و با پیتر پل روبنز در Allegory of Sight همکاری کرد.

## تأثیر
نقاشی‌های بروگل موضوع اشعار شاعرانی چون اُدِن و ویلیام کارلوس ویلیامز بوده‌است. هم‌چنین فیلم‌ساز روس آندری تارکوفسکی چندین بار در فیلم‌هایش به نقاشی‌های او ارجاع داده‌است، فیلم‌هایی مثل سولاریس (۱۹۷۲) و آینه (۱۹۷۵). نقاشی حرکت دسته جمعی به کالواریِ (۱۵۶۴) او الهام‌بخش فیلم محصول مشترک سوئد-لهستان به نام آسیاب و صلیب (۲۰۱۱) بود که در آن روتگر هوئر نقش بروگل را بازی کرد.
این عقیده هم وجود دارد که نقاشی شکارچیان در برف او بر فیلم کلاسیک داستان کوتاه با عنوانی مشابه اثرگذار بوده‌است.

## آثار
حدود ۴۵ نقاشی معتبر باقی‌مانده از او وجود دارد که یک سومشان در موزهٔ تاریخ هنر وین (Kunsthistorisches Museum) هستند. بقیه‌شان مفقود شده‌اند. اما طراحی‌های زیادی از او باقی‌مانده‌اند. بروگل خودش فقط یک صفحه سیاه قلم زده‌است (شکار خرگوش) اما حکاکی و قلم‌زنی‌های بسیاری، غالباً برای خانهٔ نشر کوک انجام داده‌است.

### نمایهٔ آثار
- نبرد دریایی در خلیج ناپل، ۱۵۶۰، گالری دوریا پامفیلی، رم
- نزول فرشتگان یاغی، ۱۵۶۲، موزهٔ سلطنتی هنرهای زیبای بلژیک، بروکسل
- برج کوچک بابِل، ۱۵۶۳، موزهٔ بویمانز فان بونینگن، روتردام
- حرکت جمعی به سوی کالواری، ۱۵۶۴، موزهٔ تاریخ هنر، وین
- پرستش شاهان، ۱۵۶۴، گالری ملی، لندن
- کشتار بی‌گناهان، ۱۵۶۷، نسخه‌هایی در کلکسیون سلطنتی، موزهٔ تاریخ هنر، وین - موزهٔ ملی بروکنتال، سیبیو - اوپتون هاوس، بانبِری
- چشم‌انداز زمستانی با تلهٔ پرنده، ۱۵۶۵، موزهٔ سلطنتی هنرهای زیبای بلژیک، بروکسل
- چشم‌اندازی با مسیح و رسولان در دریای تیبریا، ۱۵۵۳، احتمالاً با مارتن دِ فوس، کلکسیون شخصی
- خر در مدرسه، ۱۵۵۶
- مَثَلِ برزگر، ۱۵۵۷
- چشم‌اندازی با پایین افتادن ایکاروس، ۵–۱۵۵۴
- ضرب‌المثل‌های هلندی، ۱۵۵۹
- جنگ بین کارناوال و ماه روزه، ۱۵۵۹
- تک‌چهره‌ای از یک پیرزن، ۱۵۶۰
- بازی کودکان، ۱۵۶۰
- اعتدال، ۱۵۶۰
- خودکشی سائول، ۱۵۶۲
- میمون‌های کوچک، ۱۵۶۲
- پیروزی مرگ، ۱۵۶۲
- Dulle Griet، ۱۵۶۲
- برج بابل، ۱۵۶۳
- فرار به مصر، ۱۵۶۳
- مرگ باکره، ۱۵۶۳
- ماه‌ها - یک مجموعه احتمالاً شامل ۶ نقاشی از ماه‌های فصول که پنج تایشان باقی‌مانده‌اند:
- شکارچیان در برف (دسامبر-ژانویه)، ۱۵۶۵
- روز غم‌افزا (فوریه-مارس)، ۱۵۶۵
- برداشت یونجه (ژوئن-ژوئیه)، ۱۵۶۵
- دروگران (آگوست-سپتامبر)، ۱۵۶۵

بازگشت گله (اکتبر-نوامبر)، ۱۵۶۵
- مسیح و زن دستگیرشده در حال زنا، ۱۵۶۵
- تهمت آپولس، ۱۵۶۵
- نقاش و خبره، ۱۵۶۵
- موعظه‌های یحیای تعمید دهنده، ۱۵۶۶
- سرشماری در بیت‌اللحم، ۱۵۶۶
- رقص عروسی، ۱۵۶۶
- تغییر پولس رسول، ۱۵۶۷
- سرزمین کاکین، ۱۵۶۷
- زاغی در پای چوبهٔ دار، ۱۵۶۸
- انسان‌گریز، ۱۵۶۸
- کوری عصاکش کور دگر، ۱۵۶۸
- عروسی روستایی، ۱۵۶۸
- رقص روستایی، ۱۵۶۸
- گدایان (افلیج‌ها)، ۱۵۶۸
- روستائیان و دزدان آشیانه، ۱۵۶۸
- سه سرباز، ۱۵۶۸
- توفان و دریا، ناتمام
- شراب روز سن مارتین، کشف شده در ۲۰۱۰
- اثر چاپی: ماهی بزرگ ماهی کوچک را خورد، ۱۵۵۶

## نگارخانه

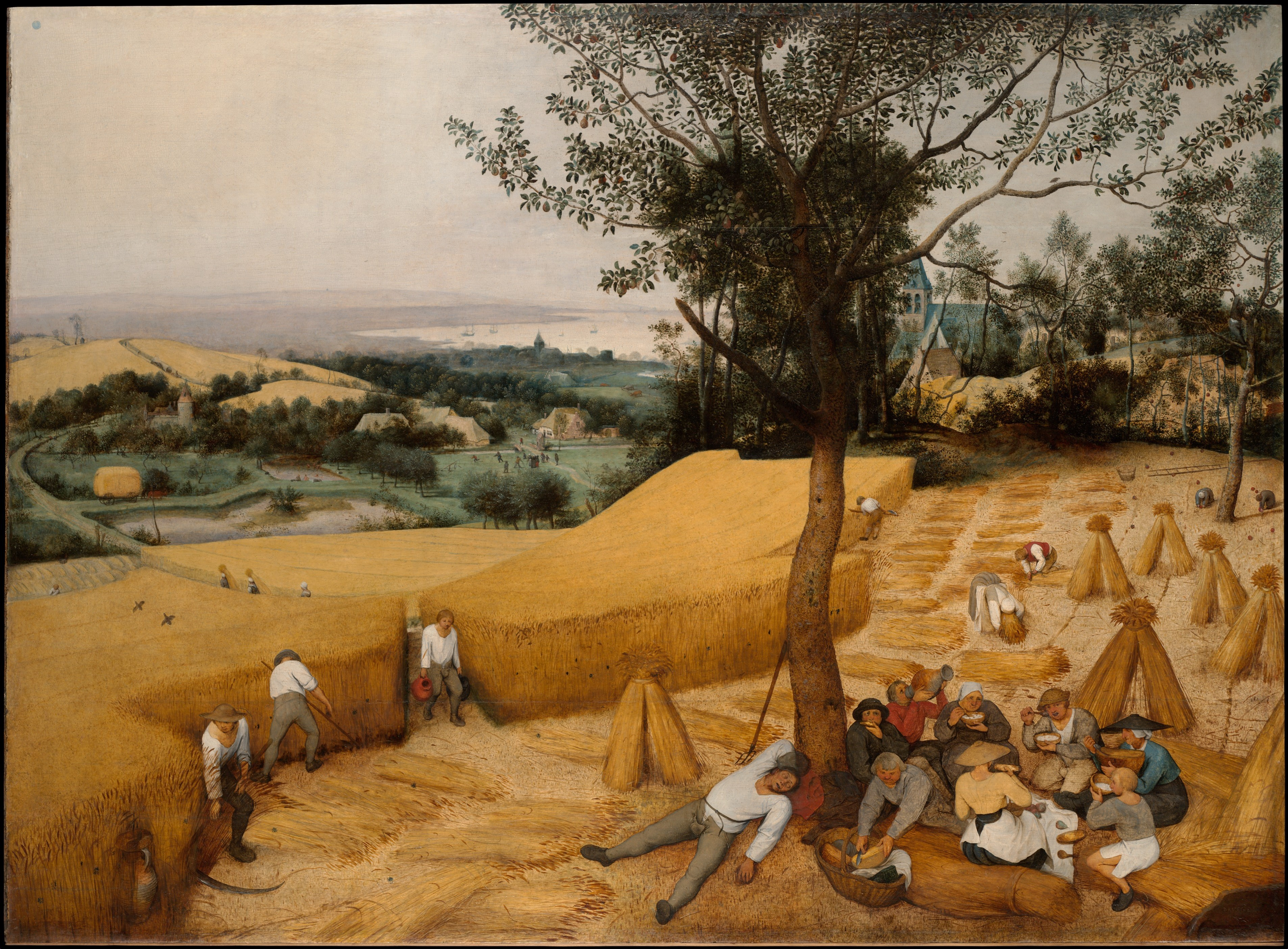
دهقانان حین برداشت ۱۵۶۵ م. موزه هنر متروپولیتن
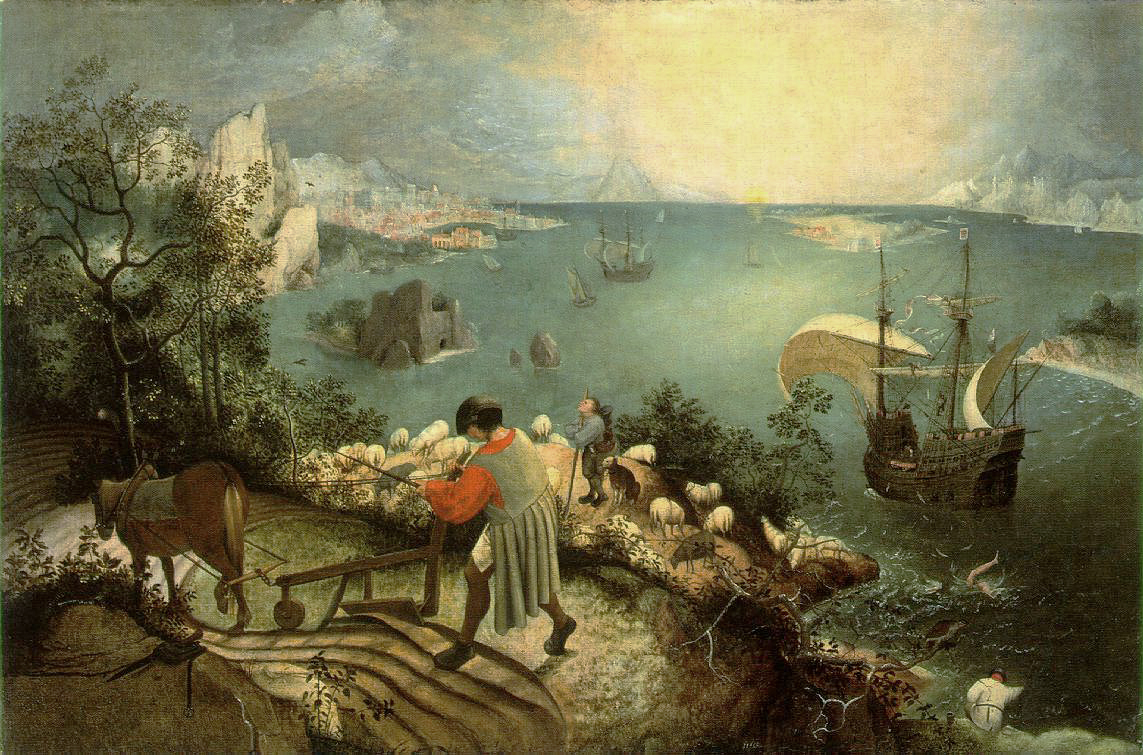
Landscape with the Fall of Icarus (ح. ۱۵۵۸), موزه‌های سلطنتی هنرهای زیبای بلژیک
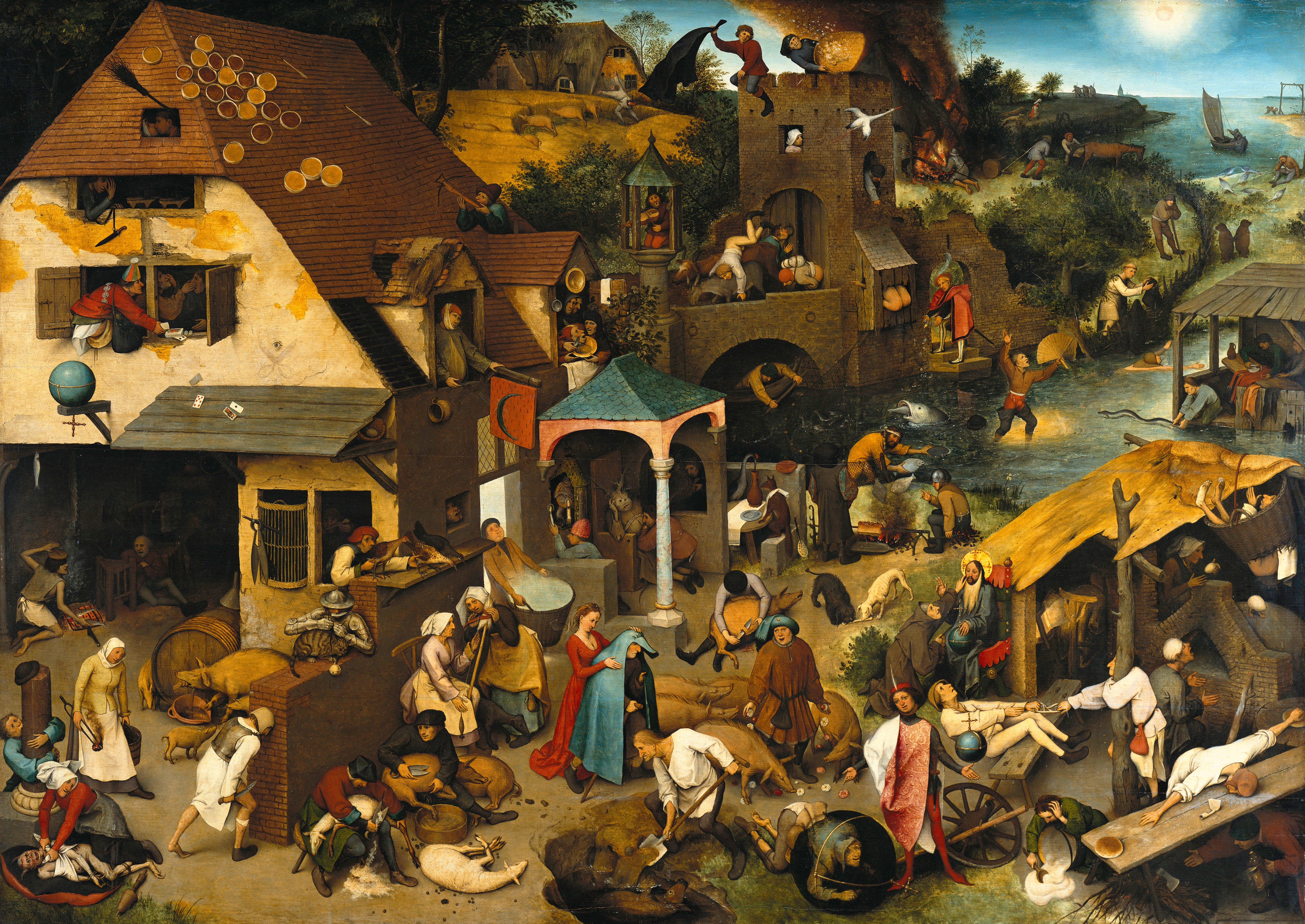
ضرب‌المثل‌های هلندی (۱۵۵۹), گمالده‌گالری، with peasant scenes illustrating over 100 proverbs
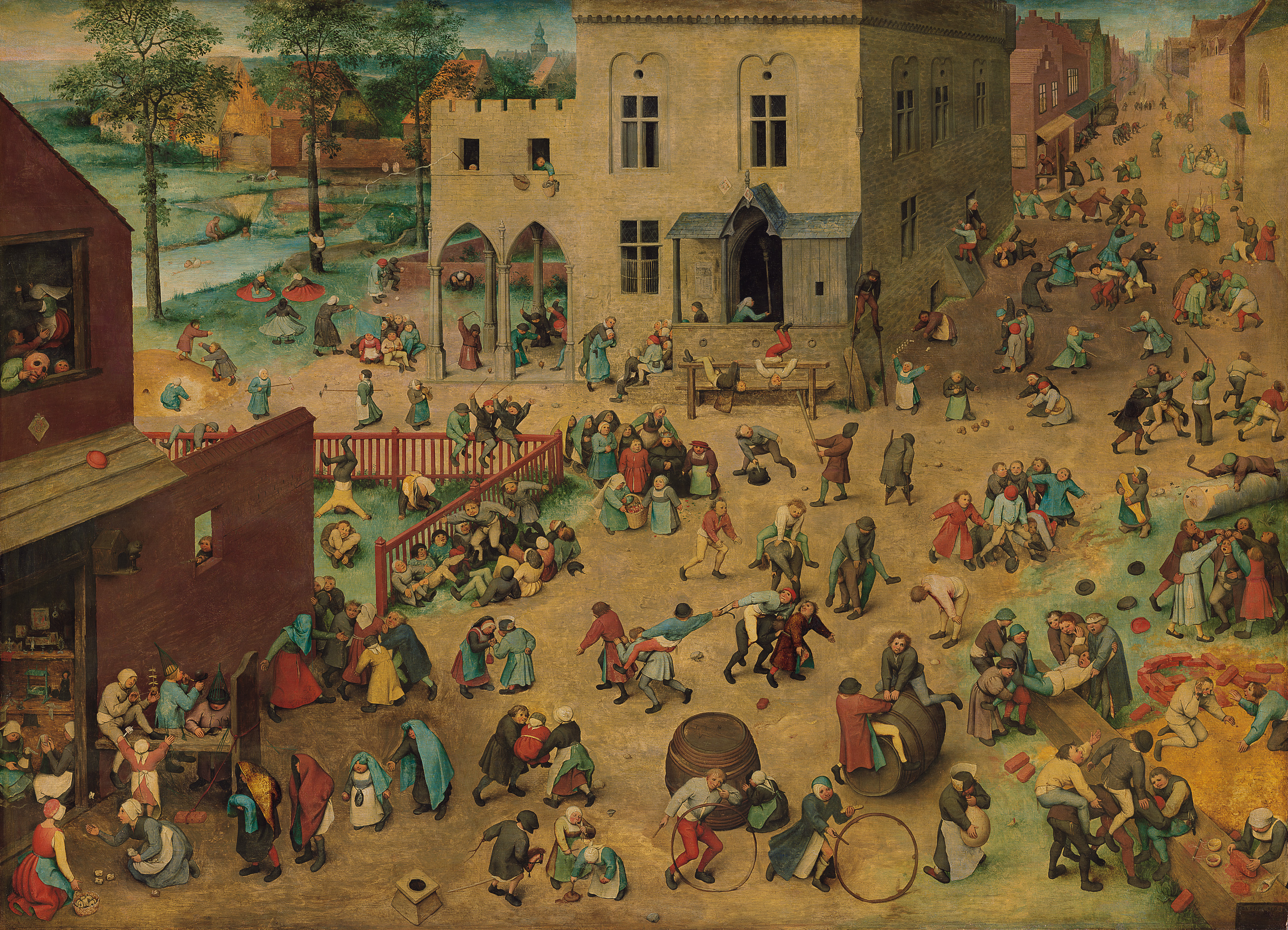
Children's Games (۱۵۶۰), موزه تاریخ هنر وین، وین
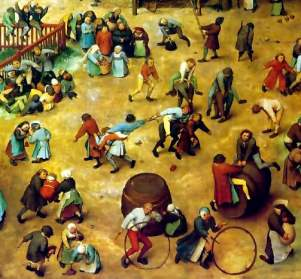
جزییاتی از Children's Games (۱۵۶۰)
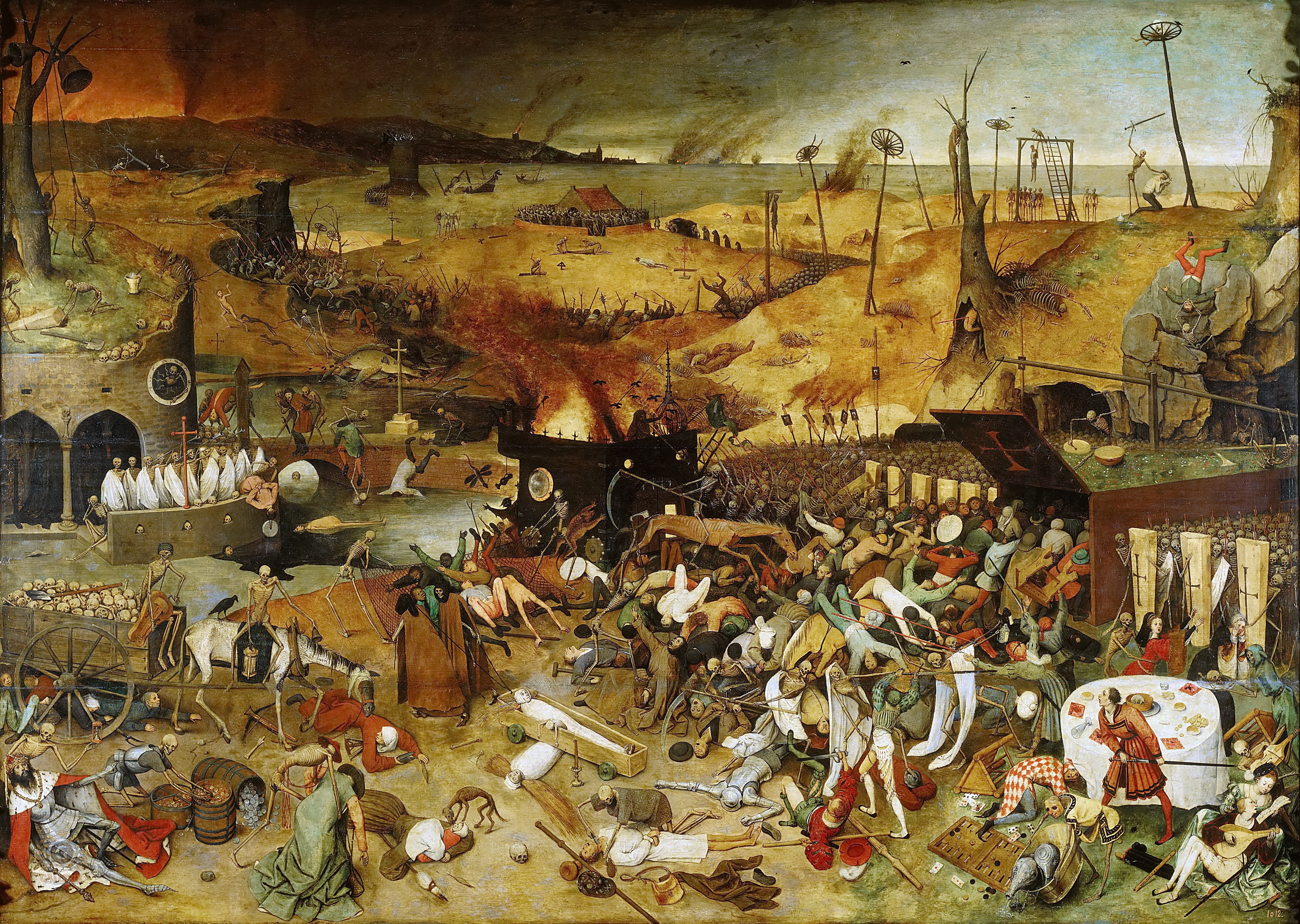
The Triumph of Death (ح. 1562), موزه دل پرادو، مادرید
The Fall of the Rebel Angels, (۱۵۶۲), موزه‌های سلطنتی هنرهای زیبای بلژیک
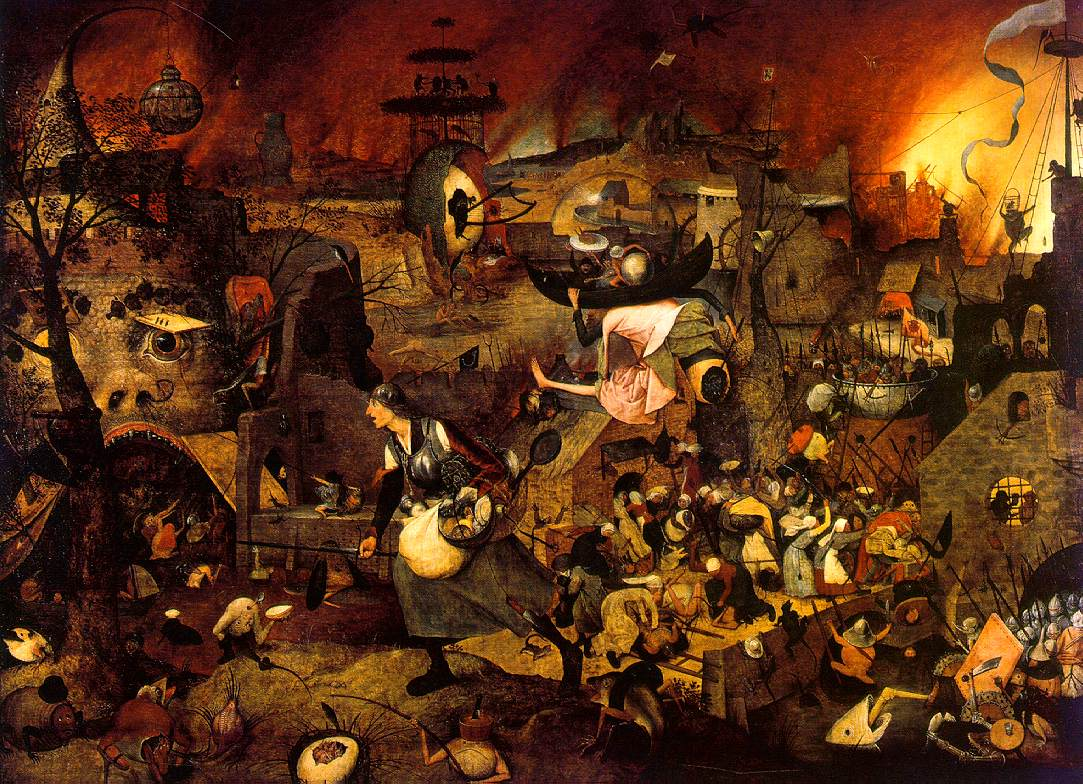
Dull Gret (۱۵۶۲).Museum Mayer van den Bergh, oil on panel
برج بابل (بروگل) (۱۵۶۳), موزه تاریخ هنر وین، وین, oil on board
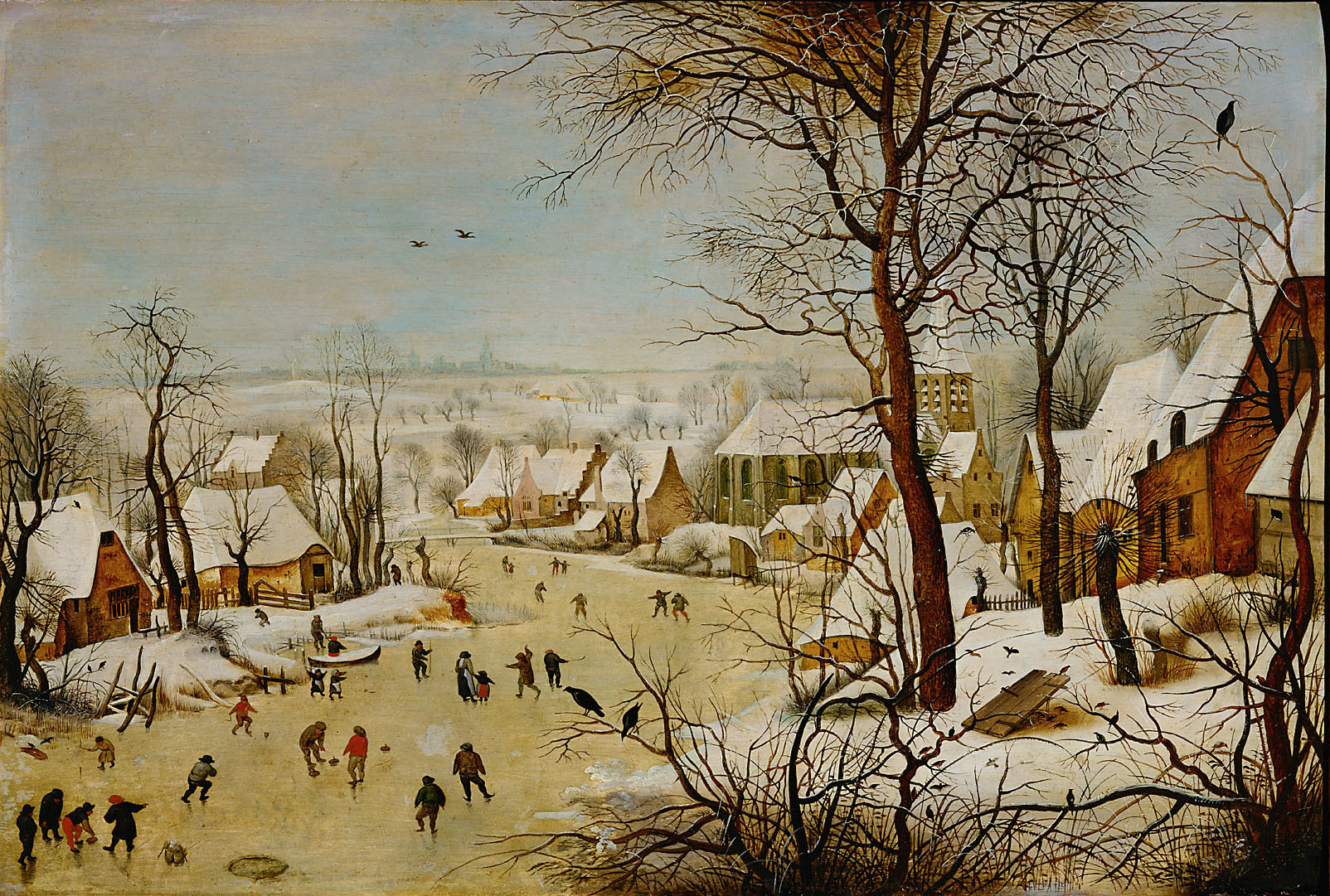
Winter Landscape with a Bird Trap (۱۵۶۵), موزه تاریخ هنر وین، وین
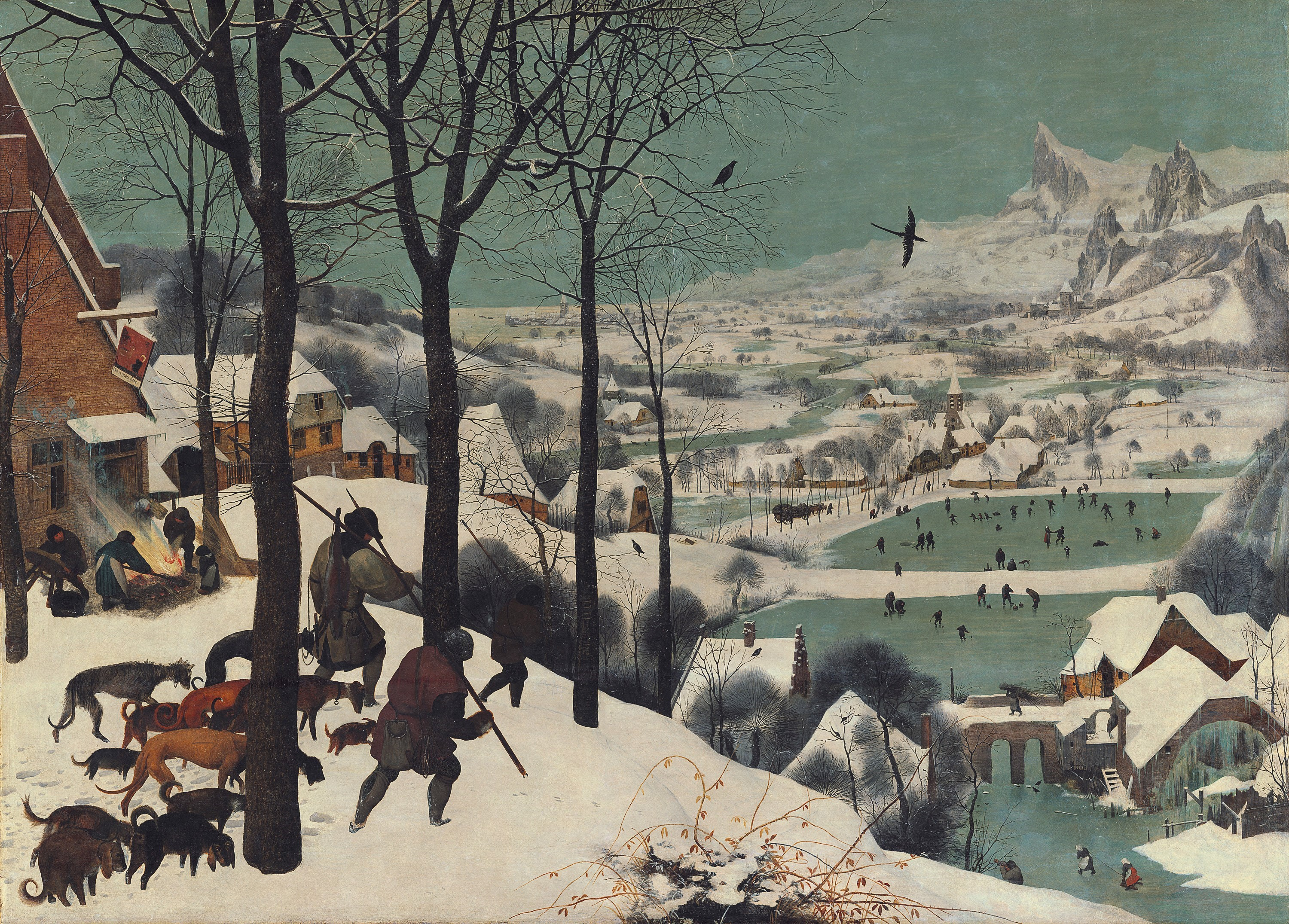
شکارچیان در برف (۱۵۶۵) Dec-Jan, oil on oak panel, موزه تاریخ هنر وین، وین
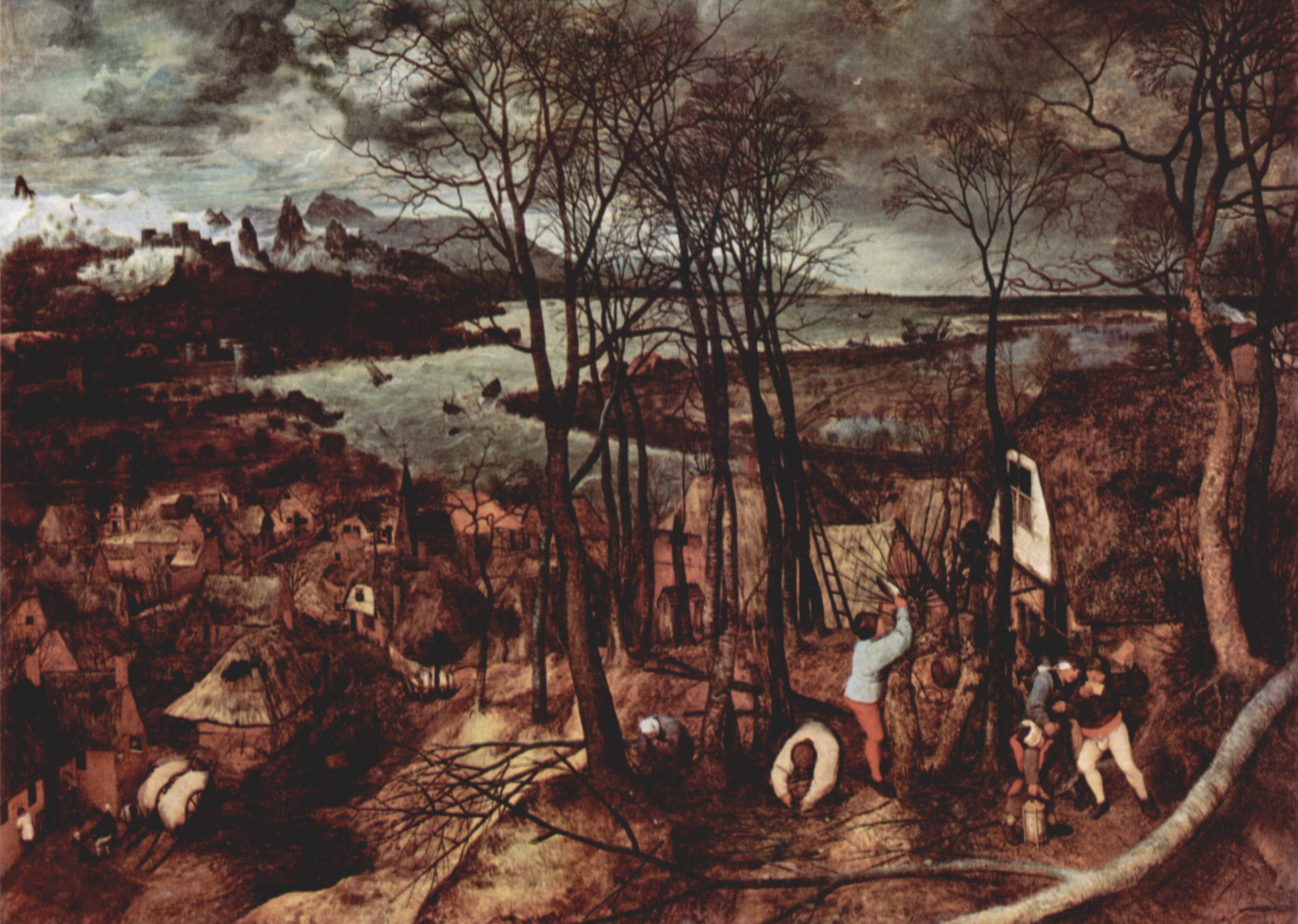
The Gloomy Day (۱۵۶۵), Feb-Mar, oil on wood, موزه تاریخ هنر وین، وین
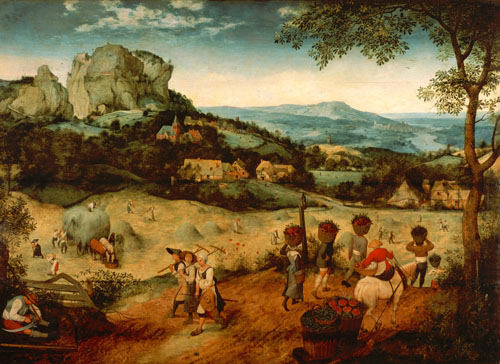
The Hay Harvest (۱۵۶۵), June-July, Oil on wood, National Museum (Prague), Lobkowicz family collection in Lobkowicz Palace in قلعه پراگ
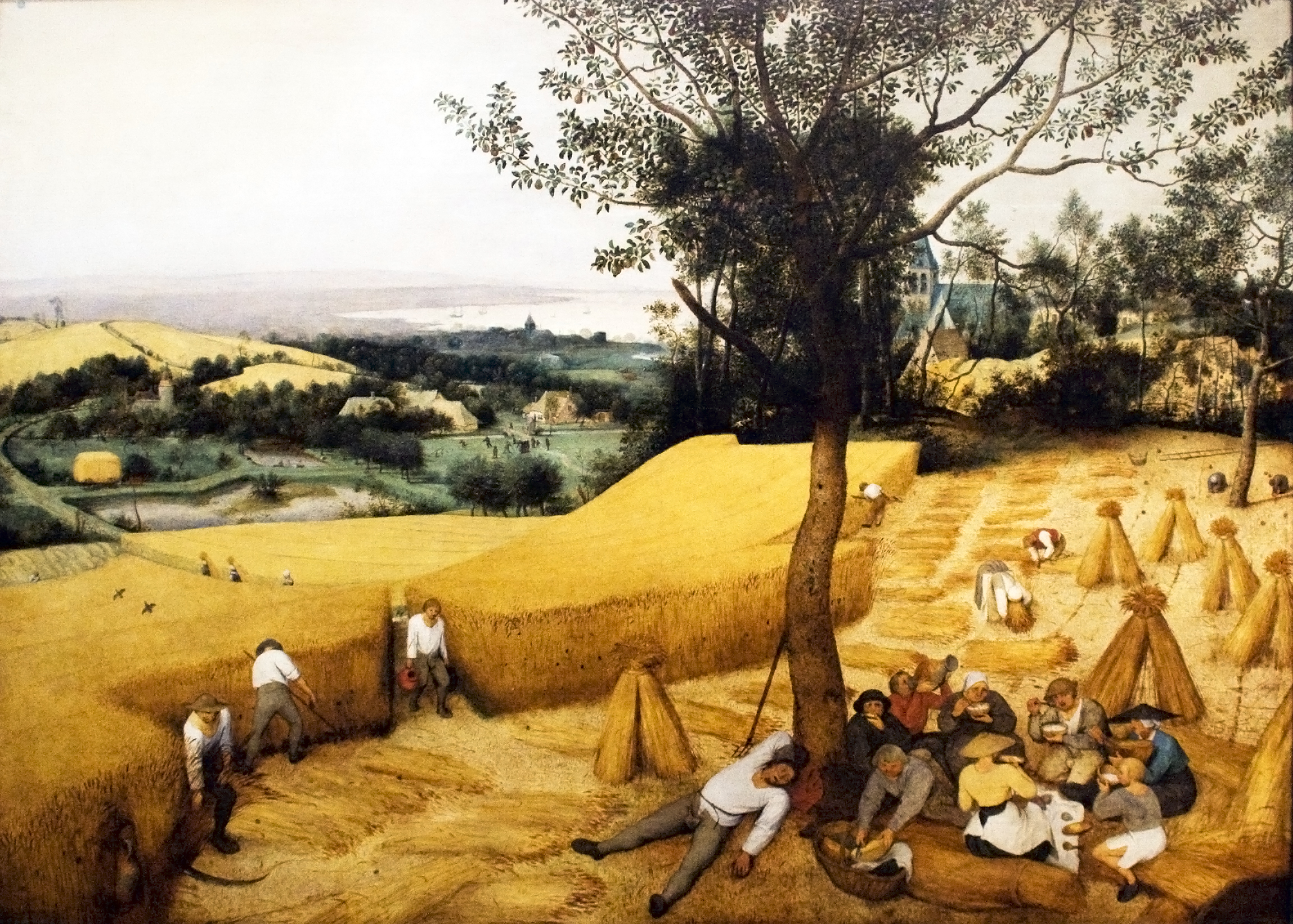
The Harvesters (۱۵۶۵), Aug-Sept, oil on panel, موزه متروپولیتن نیویورک، نیویورک
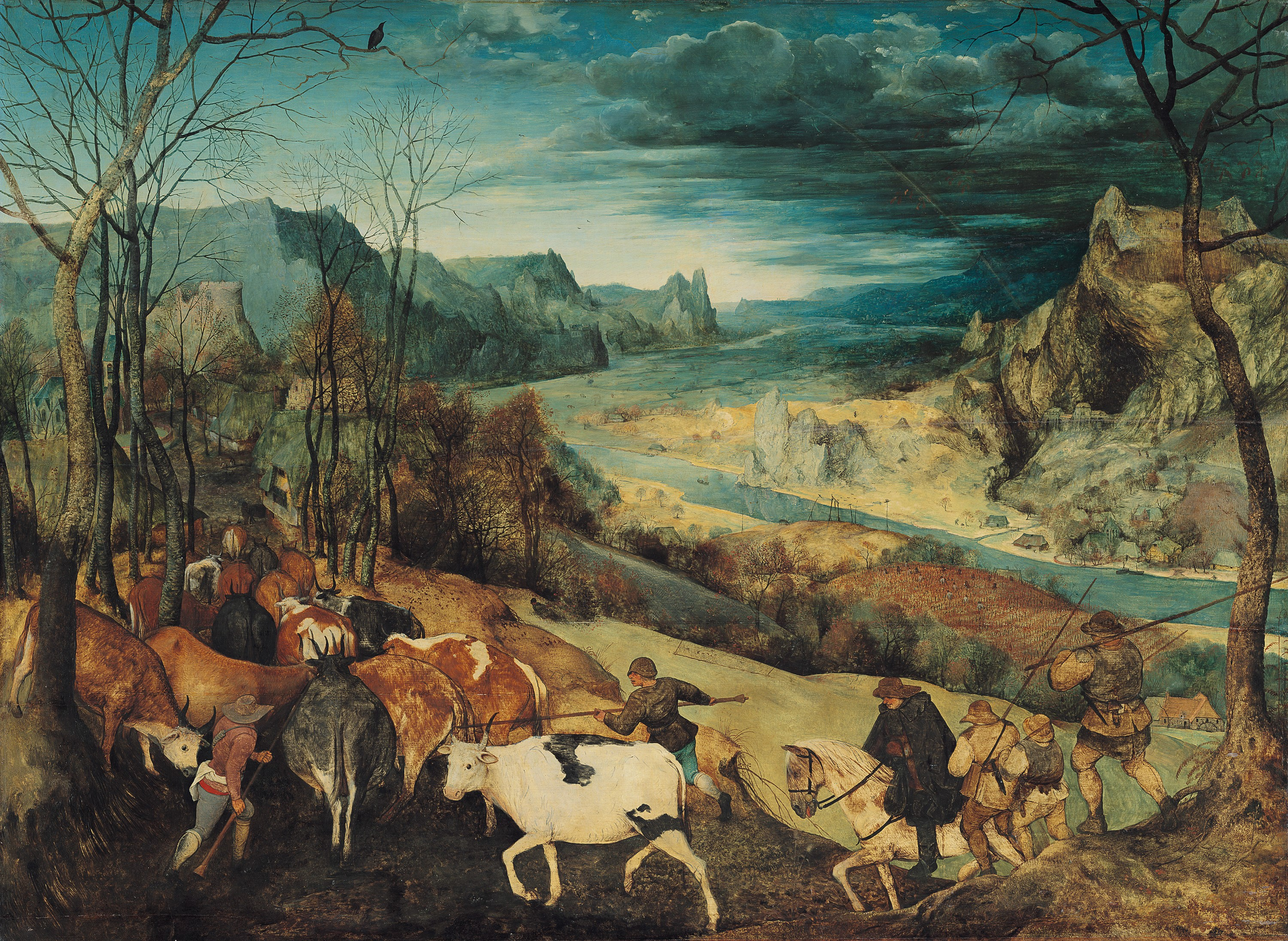
The Return of the Herd (۱۵۶۵) OCt-Nov, oil on oak panel, موزه تاریخ هنر وین، وین
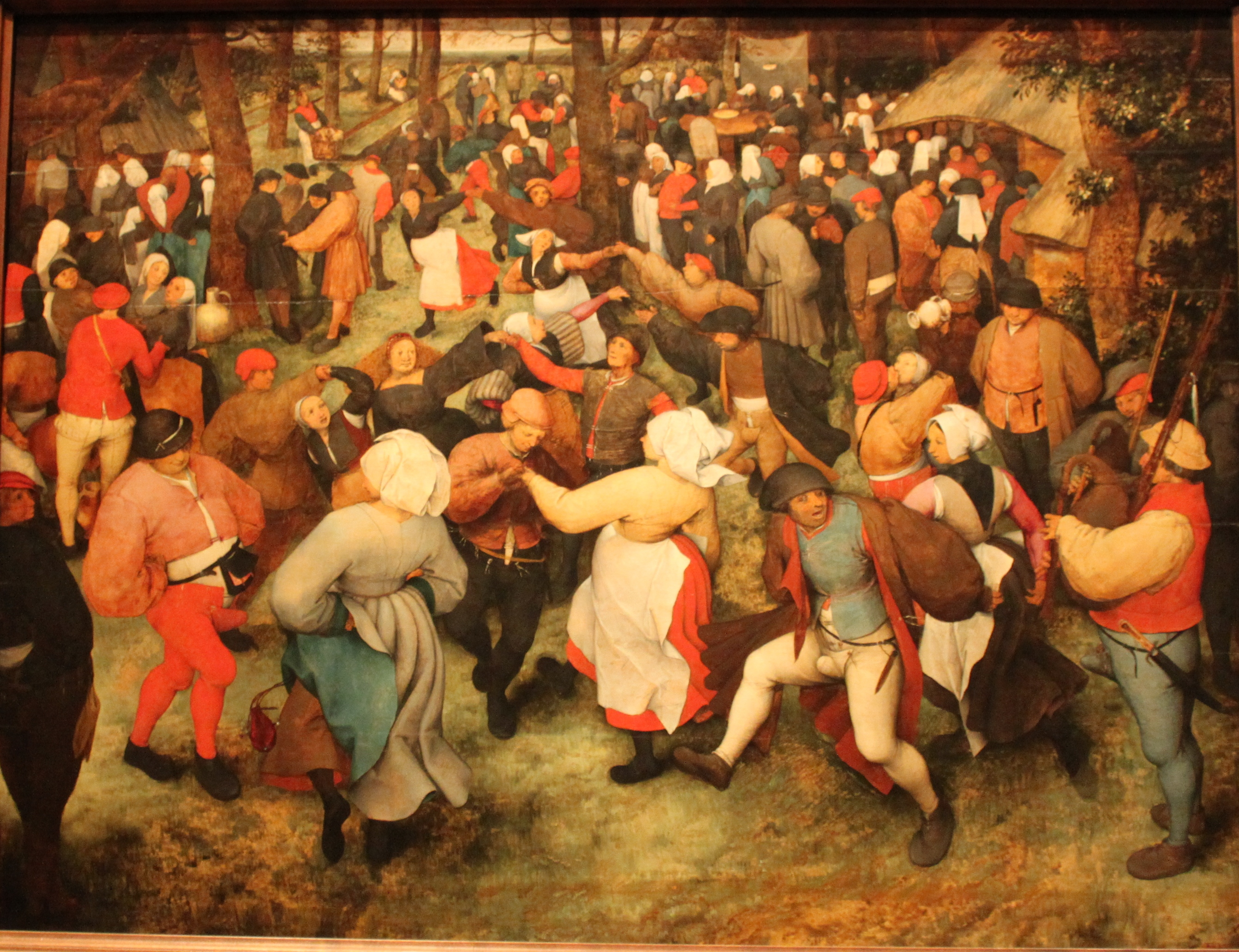
رقص عروسی (ح. ۱۵۶۶), oil on oak panel, مؤسسه هنر دیترویت pl:Taniec wiejski na obrazach Bruegla
The Census at Bethlehem (۱۵۶۶), oil on wood panel, موزه‌های سلطنتی هنرهای زیبای بلژیک
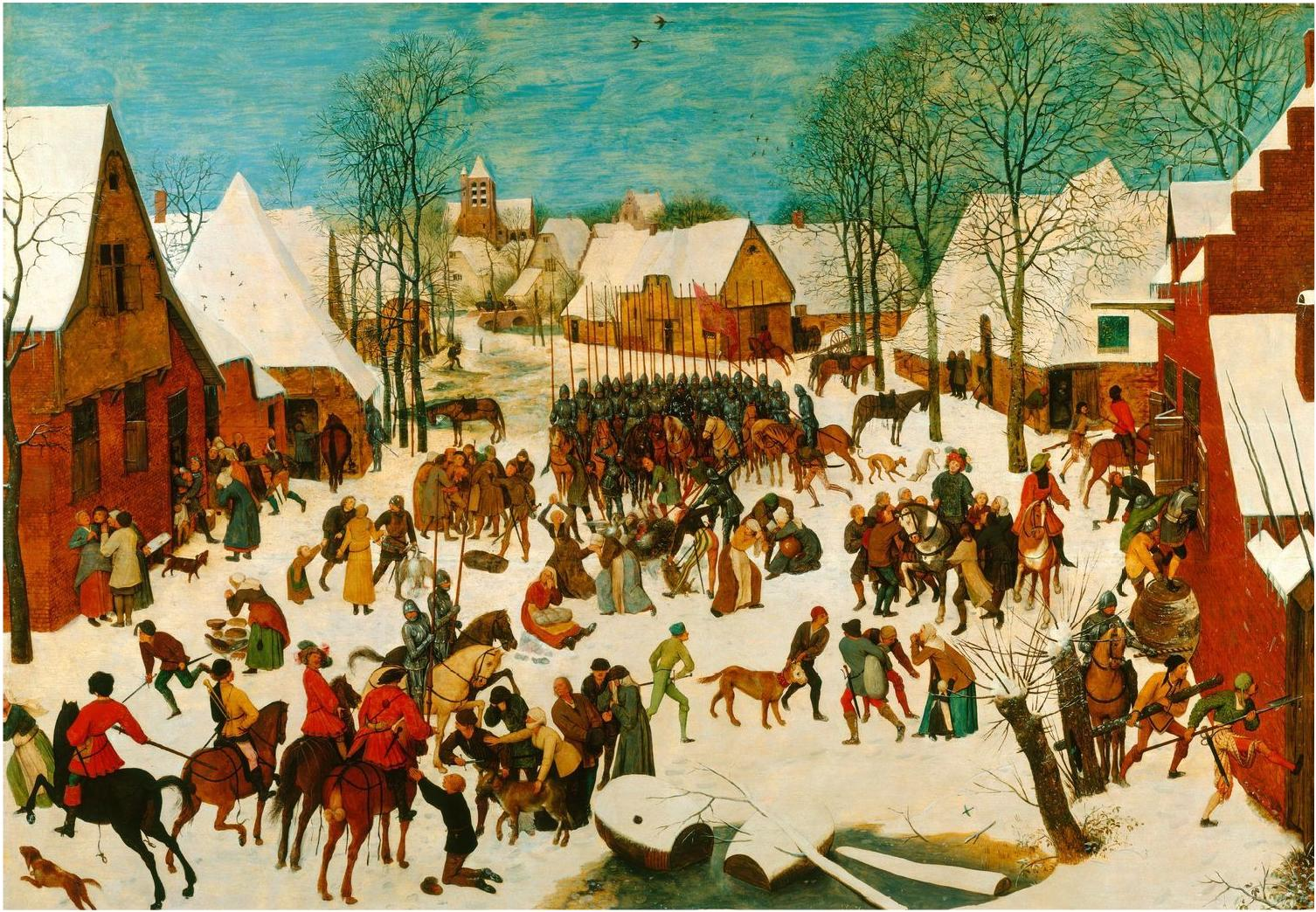
Massacre of the Innocents, (ح. ۱۵۶۵-۱۵۶۷), Brukenthal National Museum, سیبیو
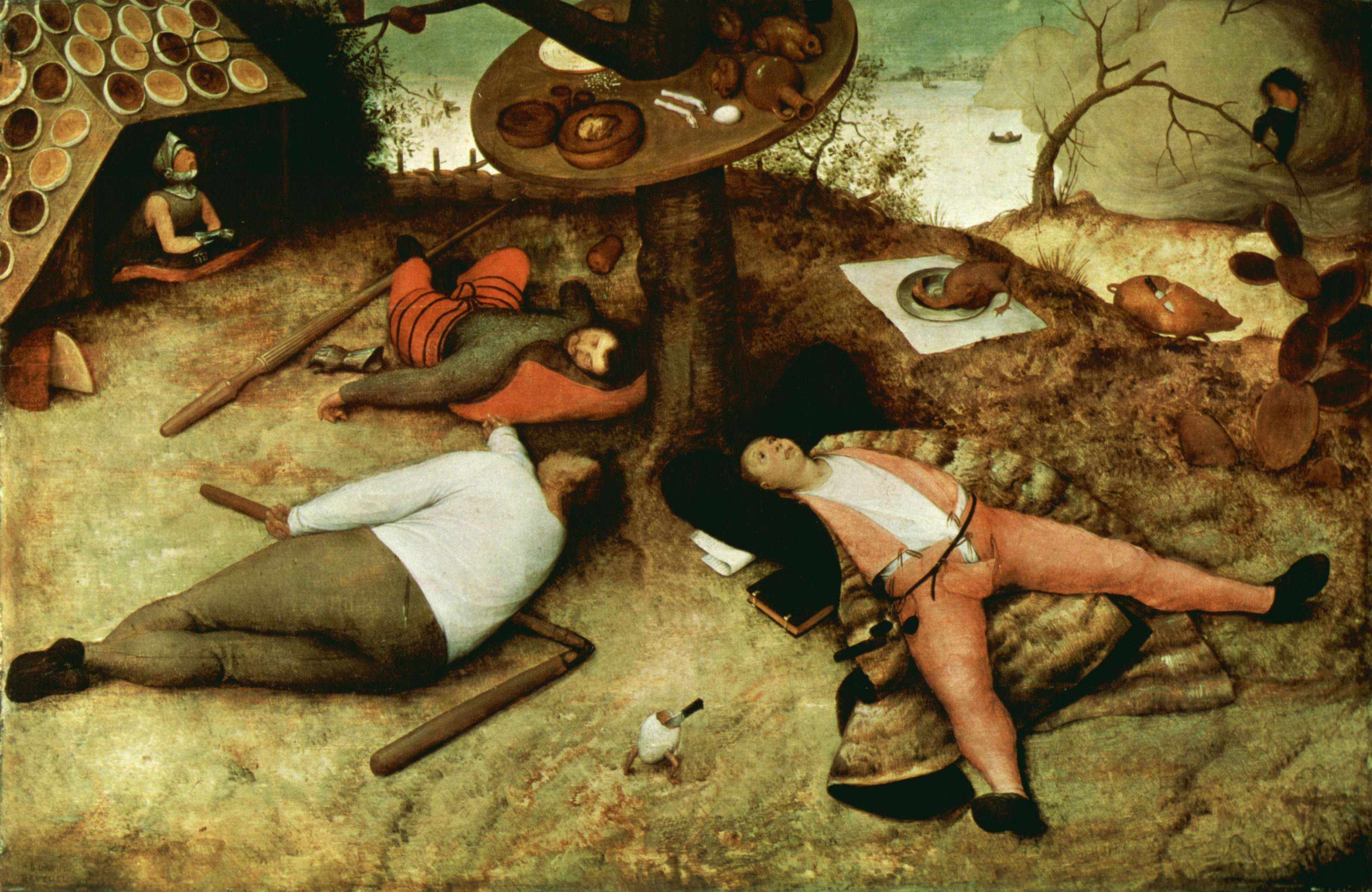
The Land of Cockaigne (۱۵۶۷), آلته پیناکوتک، یک نگاره دوره قرون وسطی mythical land of plenty called Cockaigne
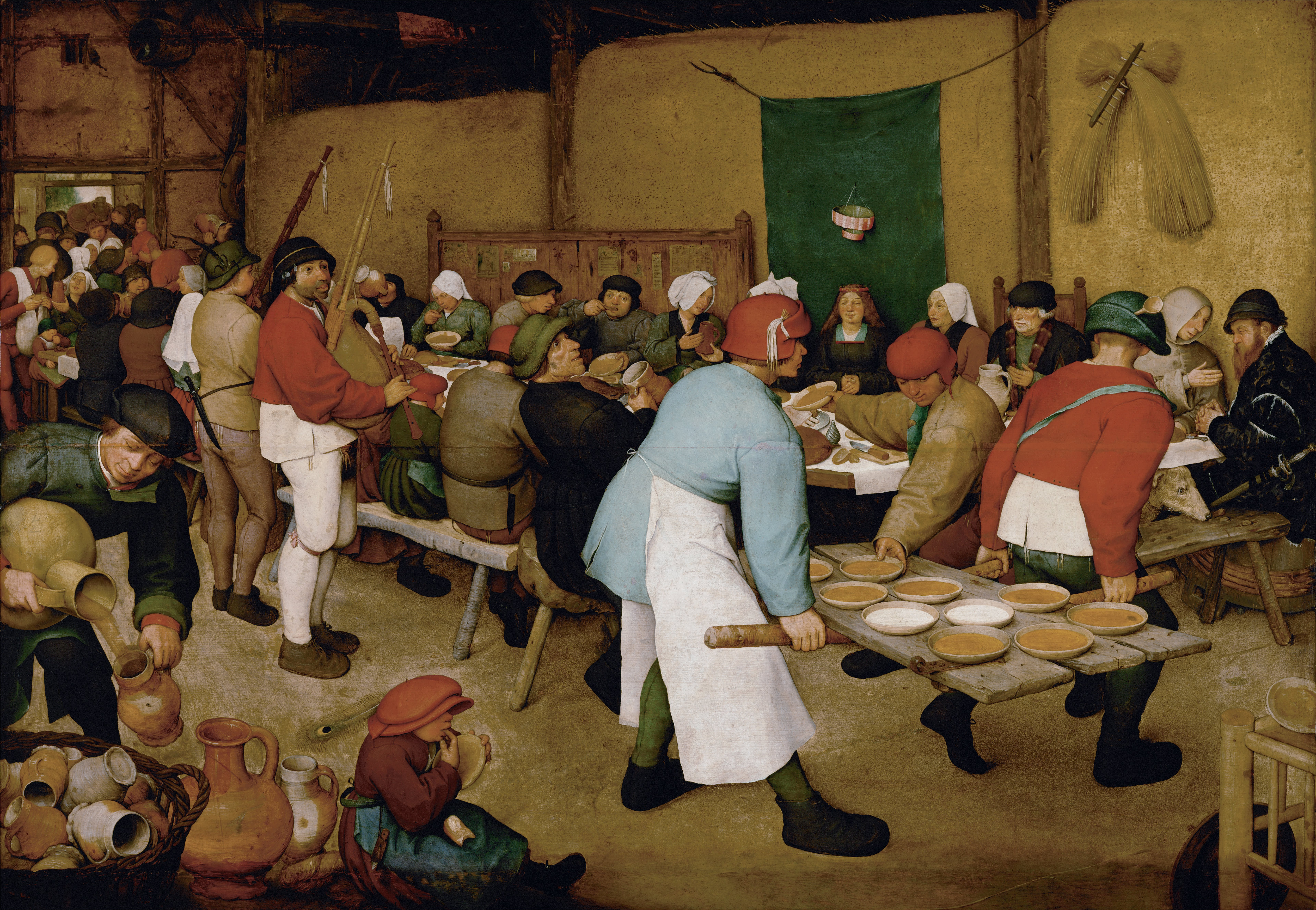
The Peasant Wedding (۱۵۶۸), موزه تاریخ هنر وین، وین
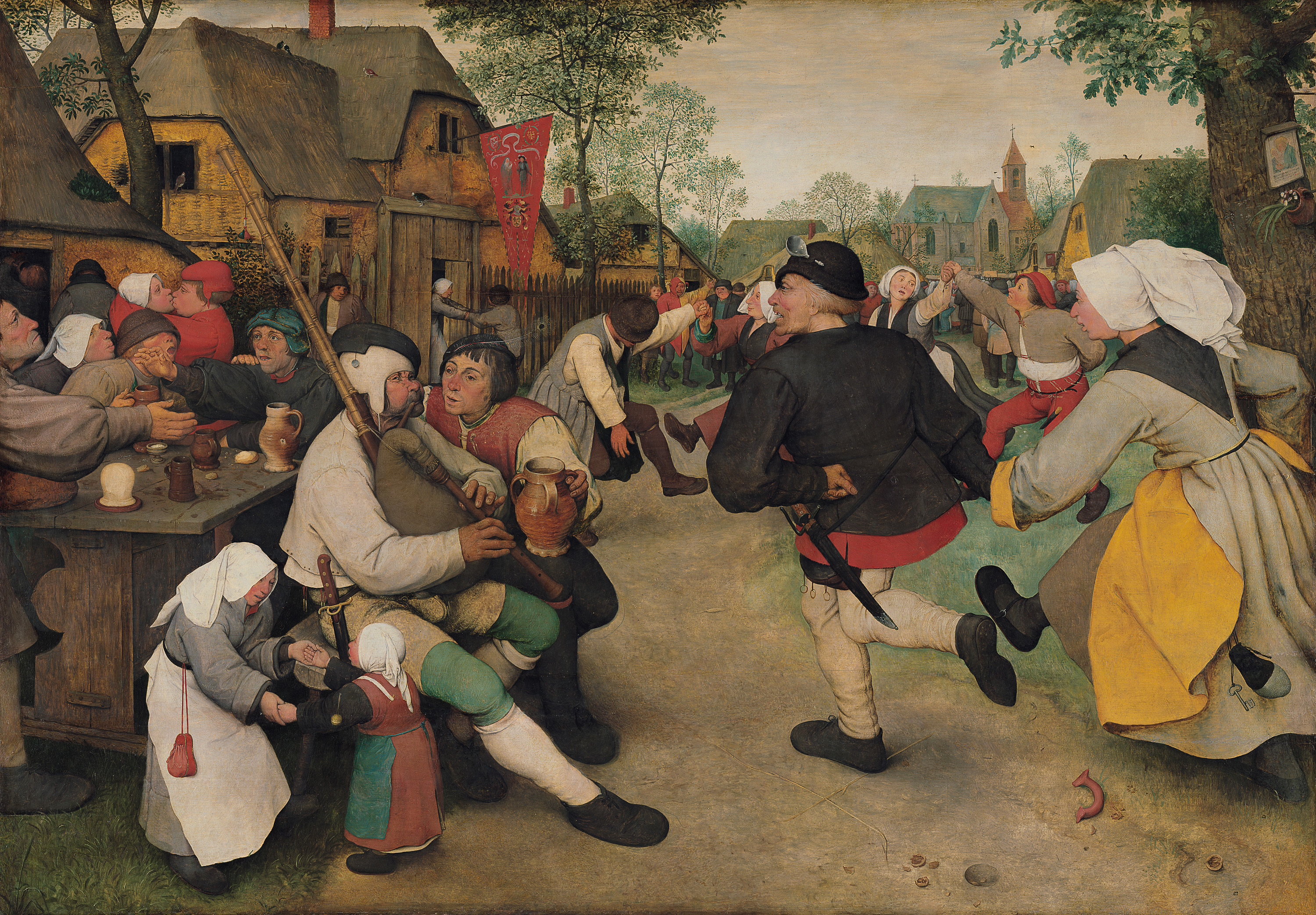
The Peasant Dance (۱۵۶۸), موزه تاریخ هنر وین، وین, oil on oak panel
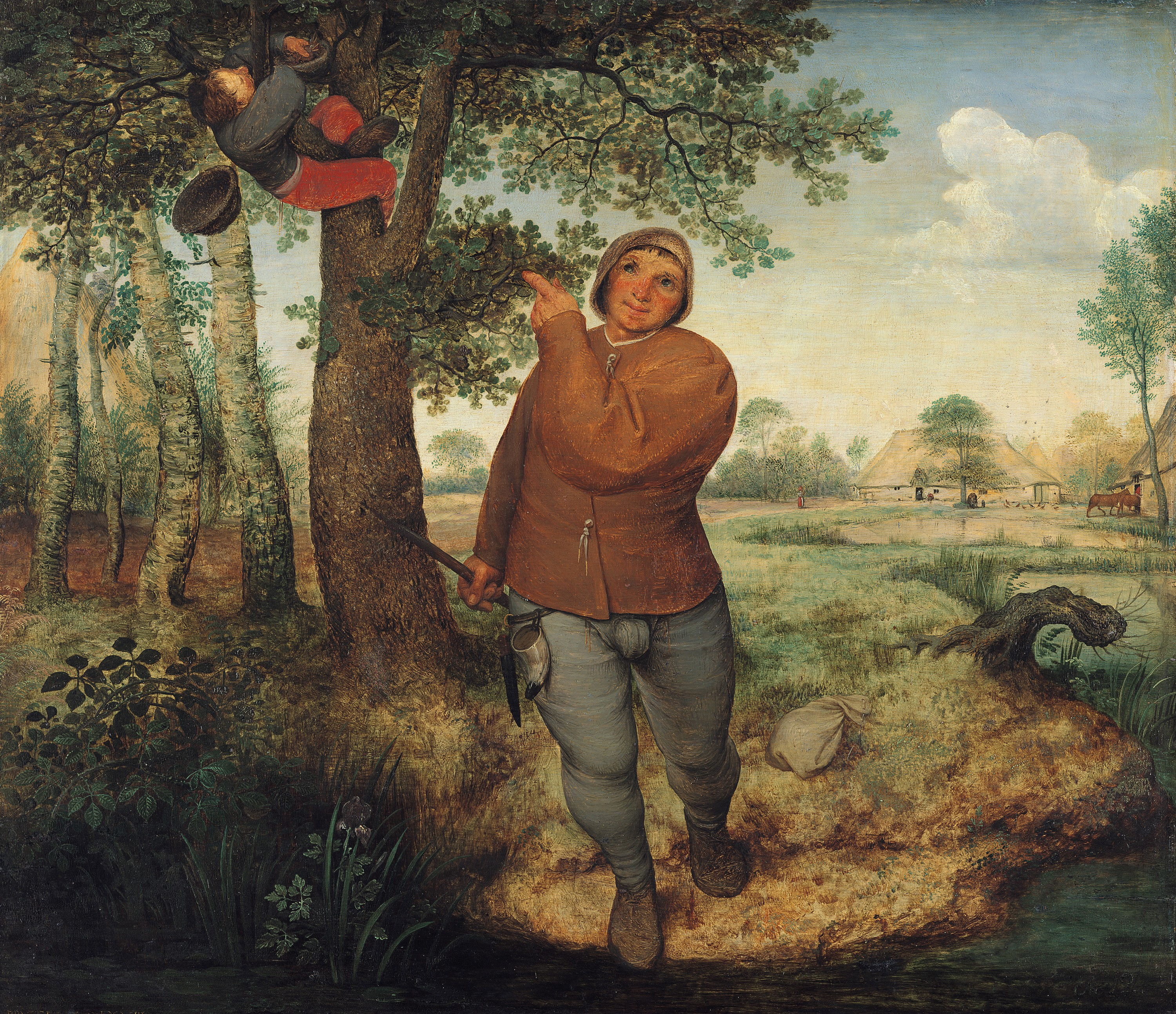
The Peasant and the Nest Robber (۱۵۶۸), موزه تاریخ هنر وین، وین
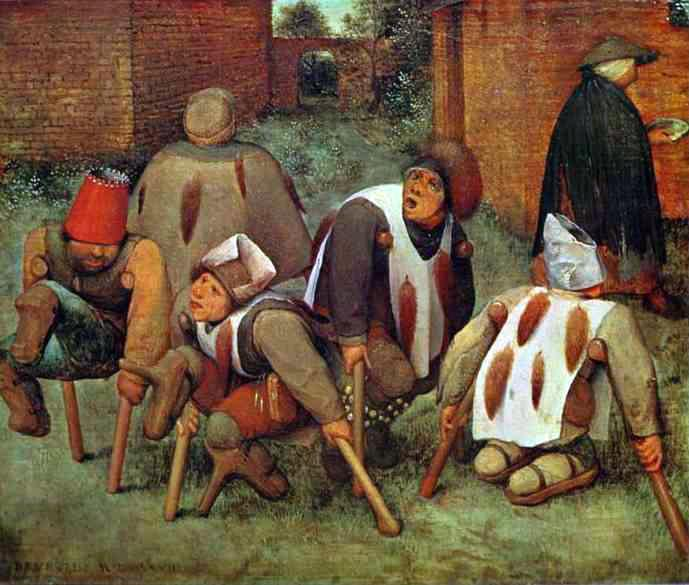
The Beggars (The Cripples) (۱۵۶۸), موزه لوور، پاریس, oil on panel
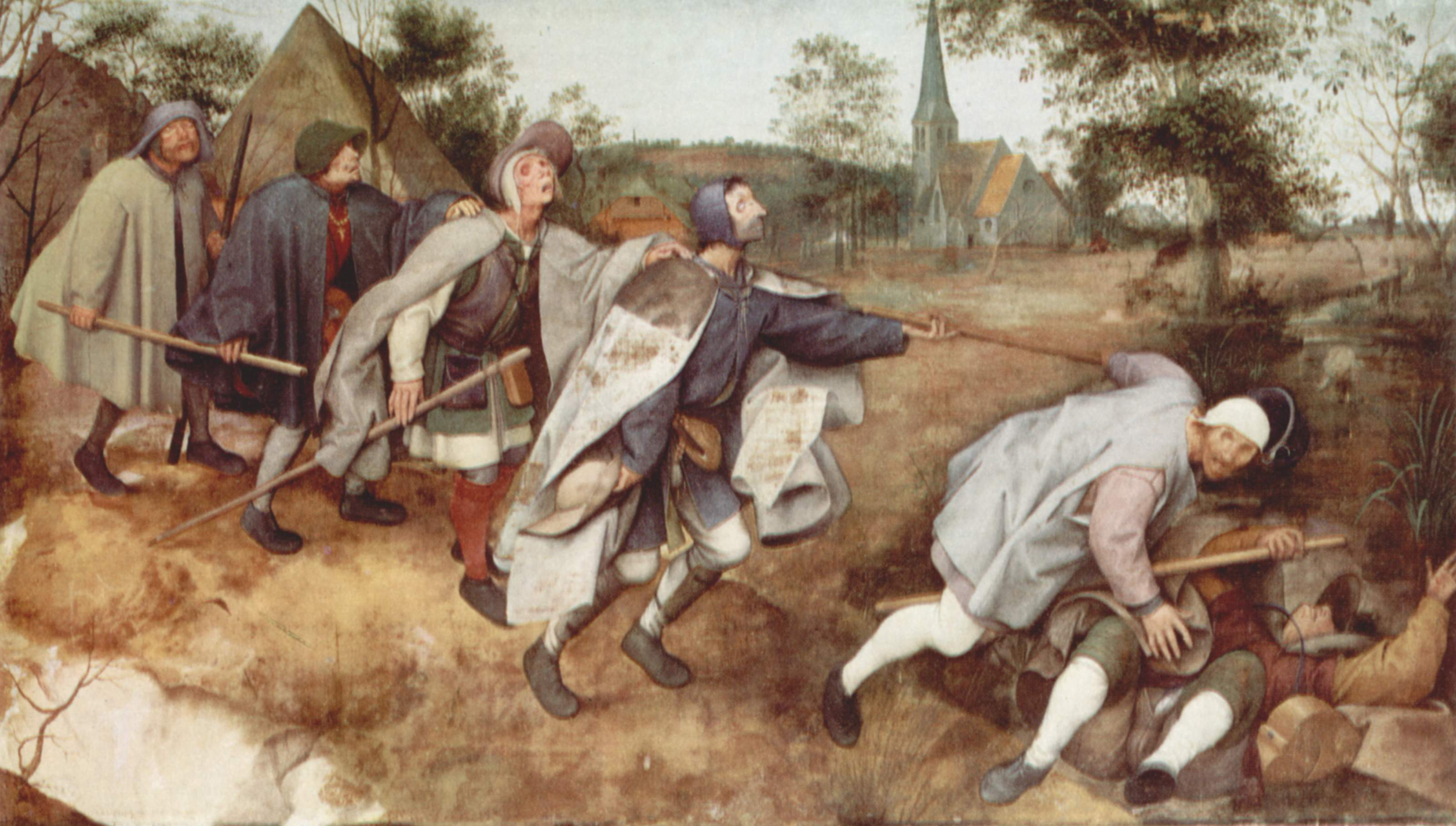
کوری عصاکش کور دگر (۱۵۶۸), National Museum of Capodimonte, ناپل
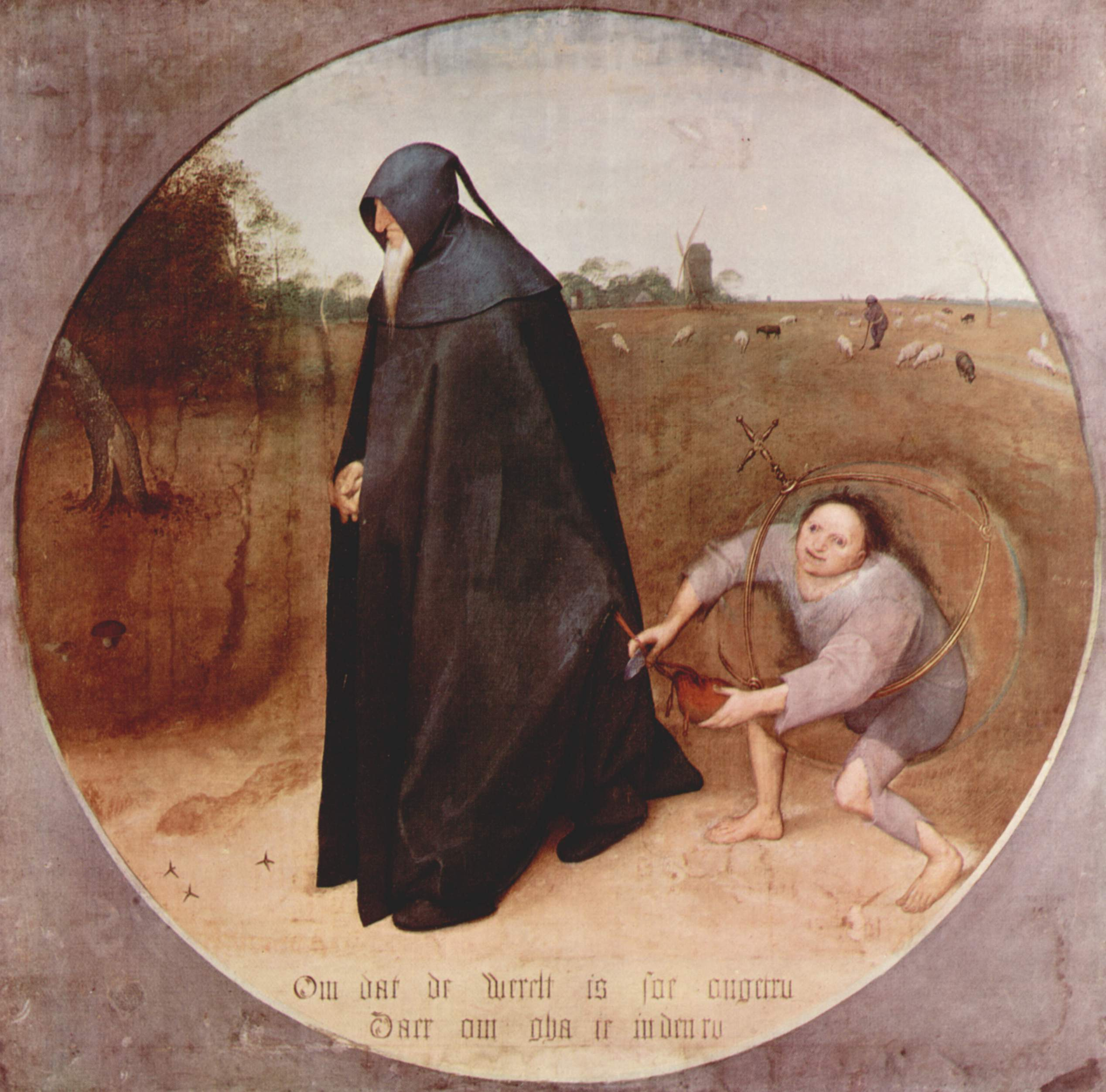
The Misanthrope (1568), National Museum of Capodimonte, ناپل
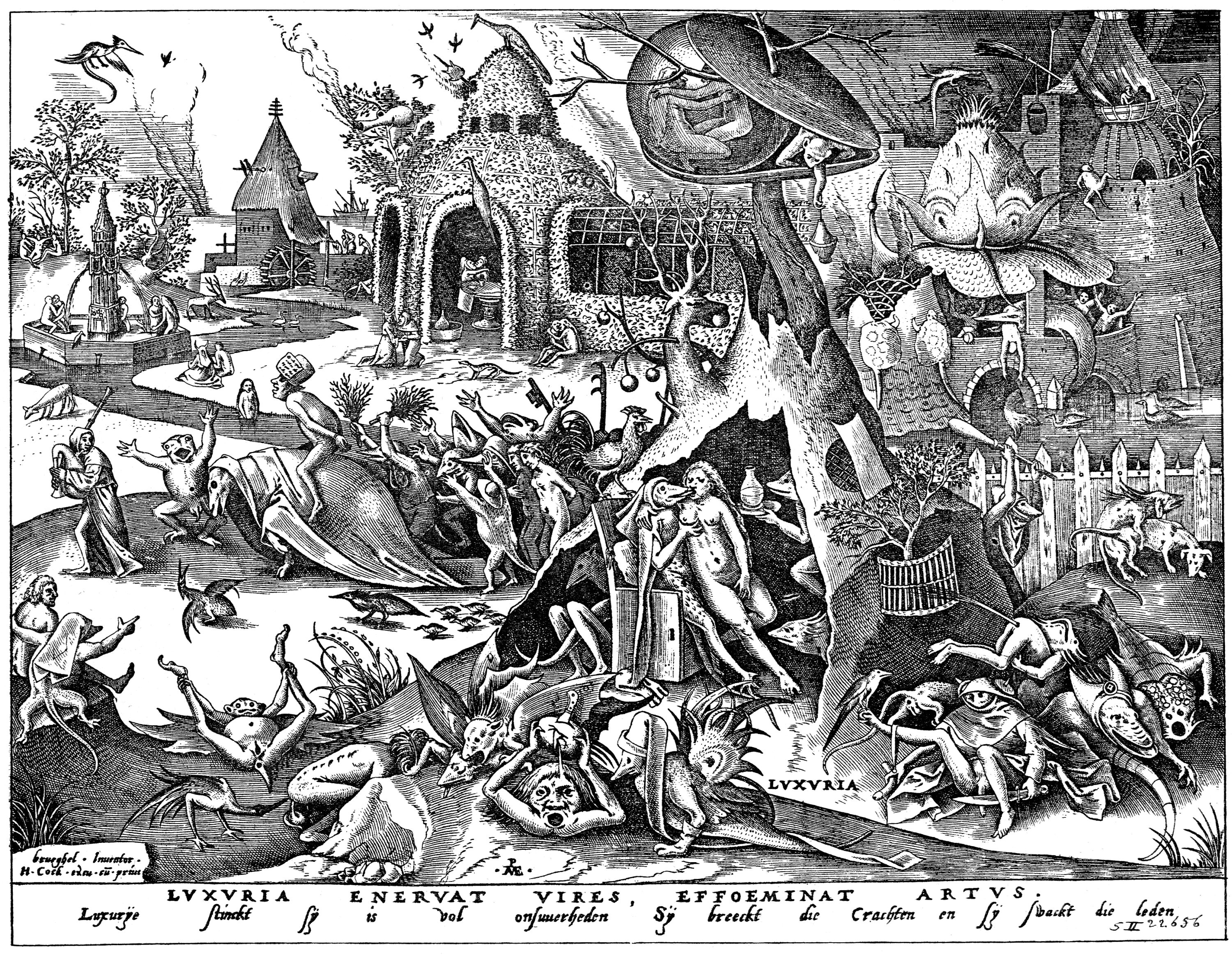
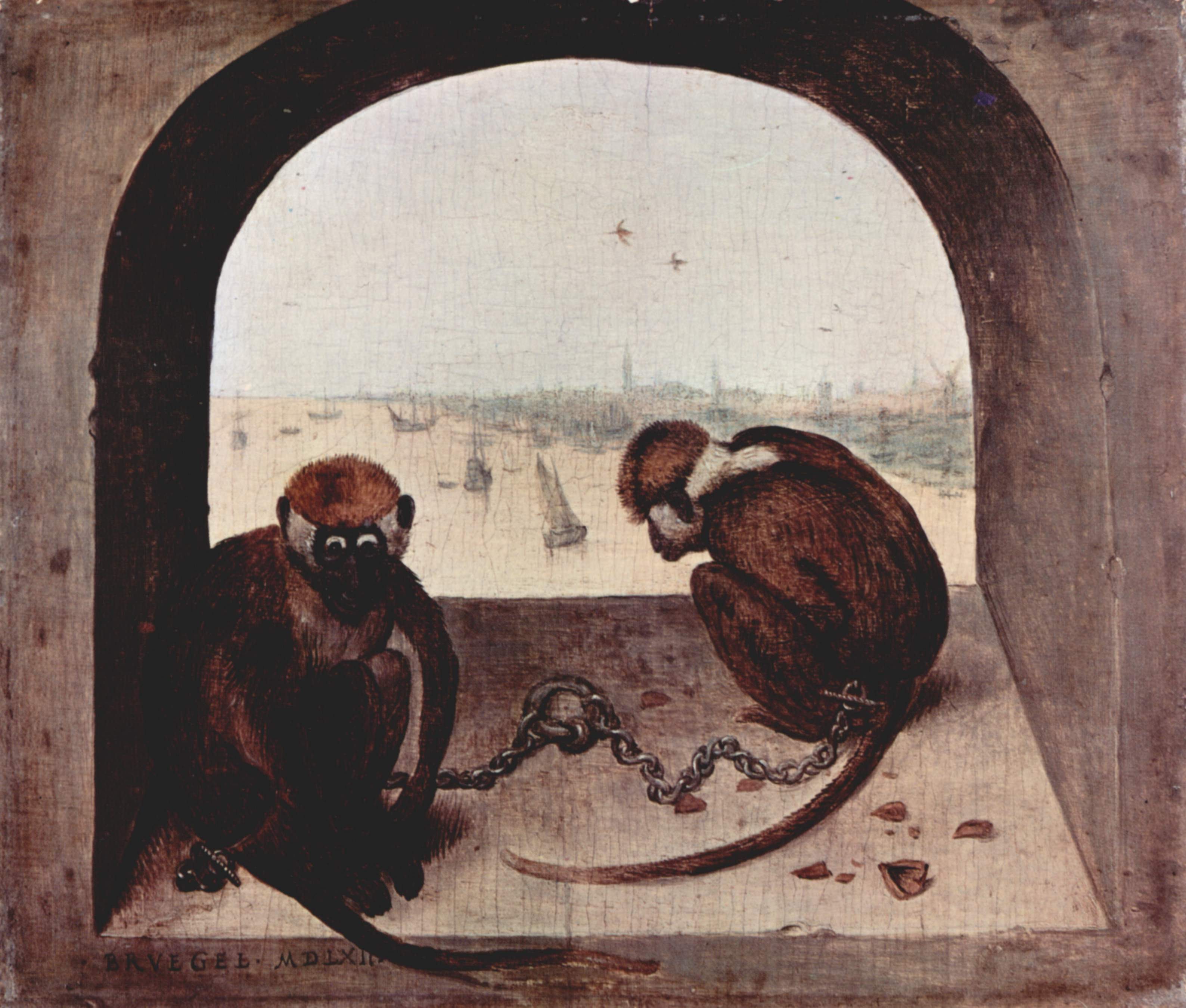
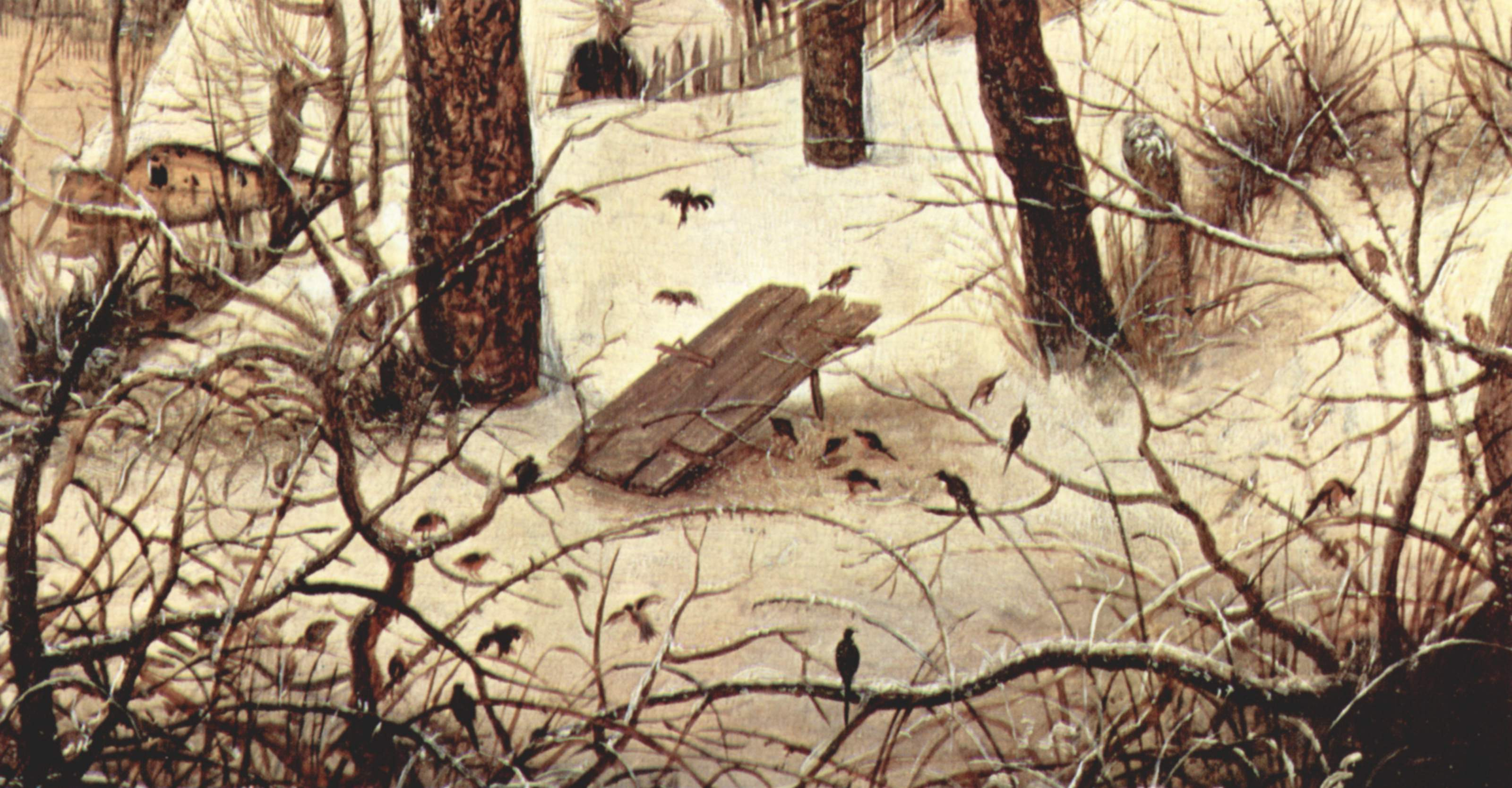